# 2018 dans les parcs de loisirs
| Années des parcs de loisirs : 2015 - 2016 - 2017 - 2018 - 2019 - 2020 - 2021    |
| Décennies des parcs de loisirs : 1980 - 1990 - 2000 - 2010 - 2020 - 2030 - 2040 |

L'article 2018 dans les parcs de loisirs répertorie les événements marquants et les nouveautés majeures de l'année 2018, dans le domaine des parcs de loisirs à travers le monde.

## Parcs d'attractions

### Ouverture
- Attractiepark Rotterdam ( Pays-Bas) ouvert au public le 1er mars
- Pafos Luna Park ( Chypre) ouvert au public le 13 avril
- Vinpearl Land (Hội An) ( Viêt Nam) ouvert au public le 28 avril
- Silk Road Culture Expo Park ( Chine) ouvert au public le 28 avril
- Parc Spirou ( France) ouvert au public le 16 juin[1].
- Breizh Land Parc ( France) ouvert au public le 8 juillet[2].
- Huayi Brothers Movie World ( Chine) ouvert au public le 23 juillet[3]
- Warner Bros. World Abu Dhabi ( Émirats arabes unis) ouvert au public le 25 juillet[4]
- Fantawild Asian Legend ( Chine) ouvert au public le 8 août
- Majaland Kownaty ( Pologne) ouvert au public le 29 septembre
- Evermore Park ( États-Unis) ouvert au public le 29 septembre[5]
- Kataplum  Mexique ouvert au public le 1er novembre[6]
- Anapa Park Dzhoongly  Russie
- Shanghai Haichang Ocean Park ( Chine)

### Fermeture
- Ratanga Junction ( Afrique du Sud) fermé le 1er mai 2018[7]
- Sandy Lake Amusement Park ( États-Unis) fermé le 16 septembre 2018[8]
- Breizh Land Parc ( France) fermé à la fin de l'été
- Miragica ( Italie) fermé en décembre 2018[9]

### Changement de nom
- Les Poussins, Parc de la Citadelle devient Cita-Parc ( France) réouverture au public le 15 août[10]
- Sega Republic devient VR Park Dubai  Émirats arabes unis
- Waterworld California devient Six Flags Hurricane Harbor Concord  États-Unis

### Anniversaire
- Vialand ( Turquie) 5 ans
- Happy Valley (Tianjin) ( République populaire de Chine) 5 ans
- Babyland-Amiland ( France) 10 ans
- Belantis ( Allemagne) 15 ans
- Divo Ostrov ( Russie) 15 ans
- Magic Park Land ( France) 15 ans
- Disney's Animal Kingdom ( États-Unis) 20 ans
- Happy Valley (Shenzhen) ( Chine) 20 ans
- Adventuredome ( États-Unis) 25 ans
- Happyland ( Suisse) 30 ans
- SeaWorld San Antonio ( États-Unis) 30 ans.
- TusenFryd ( Norvège) 30 ans
- Conny-Land ( Suisse) 35 ans
- Dennlys Parc ( France) 35 ans
- Galaxyland ( Canada) 35 ans
- Parc Saint-Paul ( France) 35 ans
- Paulton's Park ( Royaume-Uni) 35 ans
- Pleasurewood Hills ( Royaume-Uni) 35 ans
- Tokyo Disneyland ( Japon) 35 ans
- Heide Park ( Allemagne) 40 ans
- Legoland Billund ( Danemark) 50 ans
- Boudewijn Seapark ( Belgique) 55 ans
- La Mer de sable ( France) 55 ans
- Drievliet ( Pays-Bas) 80 ans
- Liseberg ( Suède) 95 ans
- Luna Park (Coney Island) ( États-Unis) 115 ans
- Kennywood ( États-Unis) 120 ans
- Gröna Lund ( Suède) 135 ans
- Jardins de Tivoli ( Danemark) 175 ans

## Parcs aquatiques

### Ouverture
- Aqualand Agen (2e phase), à côté de Walibi Sud-Ouest ( France) ouvert au public le 23 juin[11].
- Waterpret (1re phase), à Dolfinarium Harderwijk ( Pays-Bas) ouvert au public le 27 juillet[12].

### Fermeture
- Océade ( Belgique) fermeture le 30 septembre

### Changement de nom
- Splashworld devient Wave Island ( France)

## Événements
- Février
  - 20 février 2018 -  Allemagne - Parques Reunidos achète le parc d'attractions Belantis et en devient le nouveau gestionnaire[13].
  - 27 février 2018 -  France - Robert Iger en visite à l'Élysée a rencontré Emmanuel Macron et a annoncé un investissement de 2 milliards d'euros pour Disneyland Paris, dont le doublement du parc Walt Disney Studios avec la construction de trois zones entre 2021 et 2025 sur les thèmes de La Reine des neiges, Star Wars et Marvel[14],[15].
- Mars
  - 30 mars 2018 -  Pays-Bas /  Japon - La société néerlandaise Vekoma est rachetée par la société japonaise Sansei Technologies (en)[16].
- Avril
  - 26 avril 2018 -  Chine - Inauguration de la zone Toy Story Land à Shanghai Disneyland[17],[18].
- Mai
  - 22 mai 2018 -  États-Unis - Six Flags annonce la conclusion d'un contrat d'achat avec Premier Parks visant à acquérir les droits de bail pour l'exploitation de Darien Lake, Frontier City, Wet'n'Wild Phoenix (en), Wet'n'Wild SplashTown (en) et White Water Bay[19].
  - 26 mai 2018 -  Allemagne - Un incendie de grande ampleur ravage deux quartiers d'Europa-Park, l'attraction Piraten in Batavia est détruite, le quartier Scandinave est également partiellement détruit.
- Juillet
  - 2 juillet 2018 -  Australie - Parques Reunidos rachète le parc aquatique australien Wet 'n Wild Sydney (en) à Village Roadshow pour 40 millions de dollars australiens (25 millions d'euros)[20].
- Septembre
  - 25 septembre -  Pays-Bas - Ouverture du salon Euro Attraction Show (EAS) à Amsterdam, pour une durée de 3 jours[21].
- Octobre
  - 31 octobre -  Chine - La société Wanda Group, qui voulait être le Walt Disney chinois, vend ses 13 parcs à thèmes au groupe Sunac pour 900 millions de dollars[22]
- Novembre
  - 13 novembre -  États-Unis - Ouverture du salon IAAPA Attractions Expo 2018 à Orlando, pour une durée de 4 jours[23].

## Analyse économique de l'année
En mai 2019, l'organisme TEA (Themed Entertainment Association) assisté par AECOM Economics publient leur analyse globale du secteur des parcs d'attractions pour l'année 2018. Ce document, The Global Attractions Attendance Report 2018, présente en détail plusieurs données clés de l'industrie mais également une série de classements des parcs les plus fréquentés, classés en catégories. Cette analyse peut être considérée comme une référence du secteur.

### Classement des 10 groupes les plus importants
| Rang | Société                            | Fréquentation (en millions de visiteurs) | Tendance |
| ---- | ---------------------------------- | ---------------------------------------- | -------- |
| 1    | Walt Disney Parks and Resorts      | 157 311 000                              | 4,9 %    |
| 2    | Merlin Entertainments Group        | 67 000 000                               | 1,5 %    |
| 3    | Universal Studios Recreation Group | 50 068 000                               | 1,2 %    |
| 4    | OCT Parks China                    | 49 350 000                               | 15,1 %   |
| 5    | Fantawild                          | 42 074 000                               | 9,3 %    |
| 6    | Chimelong Group                    | 34 007 000                               | 9,6 %    |
| 7    | Six Flags                          | 32 024 000                               | 5,3 %    |
| 8    | Cedar Fair Entertainment           | 25 912 000                               | 0,7 %    |
| 9    | SeaWorld Parks & Entertainment     | 22 582 000                               | 8,8 %    |
| 10   | Parques Reunidos                   | 20 900 000                               | 1,5 %    |

### Classement des 25 parcs d'attractions les plus visités dans le monde
Pour quantifier l'évolution du marché mondial, TEA/AECOM se base sur l'addition du nombre d'entrées (c'est-à-dire de la fréquentation) des 25 parcs d'attractions les plus visités, quelle que soit leur location. Pour 2018, ce total s'est élevé à 252 millions de visiteurs, en augmentation de 3,3 % par rapport à 2017.
| Rang  | Parc                             | Ville / Pays             | Fréquentation | Tendance |
| ----- | -------------------------------- | ------------------------ | ------------- | -------- |
| 1     | Magic Kingdom                    | Orlando / États-Unis     | 20 859 000    | 2 %      |
| 2     | Disneyland                       | Anaheim / États-Unis     | 18 666 000    | 2 %      |
| 3     | Tokyo Disneyland                 | Tokyo / Japon            | 17 907 000    | 7,9 %    |
| 4     | Tokyo DisneySea                  | Tokyo / Japon            | 14 651 000    | 8,5 %    |
| 5     | Universal Studios Japan          | Osaka / Japon            | 14 300 000    | -4,3 %   |
| 6     | Disney's Animal Kingdom          | Orlando / États-Unis     | 13 750 000    | 10 %     |
| 7     | Epcot                            | Orlando / États-Unis     | 12 444 000    | 2 %      |
| 8     | Shanghai Disneyland              | Shanghai / Chine         | 11 800 000    | 7,3 %    |
| 9     | Disney's Hollywood Studios       | Orlando / États-Unis     | 11 258 000    | 5 %      |
| 10    | Chimelong Ocean Kingdom          | Hengqin / Chine          | 10 830 000    | 10,6 %   |
| 11    | Universal Studios Florida        | Orlando / États-Unis     | 10 708 000    | 5 %      |
| 12    | Disney California Adventure      | Anaheim / États-Unis     | 9 861 000     | 3 %      |
| 13    | Parc Disneyland                  | Chessy / France          | 9 843 000     | 1,9 %    |
| 14    | Universal's Islands of Adventure | Orlando / États-Unis     | 9 788 000     | 2,5 %    |
| 15    | Universal Studios Hollywood      | Los Angeles / États-Unis | 9 147 000     | 1 %      |
| 16    | Hong Kong Disneyland             | Hong Kong / Chine        | 6 700 000     | 8,1 %    |
| 17    | Lotte World                      | Séoul / Corée du Sud     | 5 960 000     | -11,2 %  |
| 18    | Nagashima Spa Land               | Kuwana / Japon           | 5 920 000     | -0,2 %   |
| 19    | Everland                         | Yongin / Corée du Sud    | 5 850 000     | -7,3 %   |
| 20    | Ocean Park                       | Hong Kong / Chine        | 5 800 000     | 0 %      |
| 21    | Europa-Park                      | Rust / Allemagne         | 5 720 000     | 0,4 %    |
| 22    | Efteling                         | Kaatsheuvel / Pays-Bas   | 5 400 000     | 4,2 %    |
| 23    | Parc Walt Disney Studios         | Chessy / France          | 5 298 000     | 1,9 %    |
| 24    | Jardins de Tivoli                | Copenhague / Danemark    | 4 850 000     | 4,5 %    |
| 25    | Chimelong Paradise               | Guangzhou / Chine        | 4 680 000     | 11,9 %   |
| TOTAL |                                  |                          | 251 990 000   | 3,3 %    |

### Classement des 20 parcs d'attractions les plus visités en Amérique du Nord
| Rang | Parc                             | Ville / Pays                 | Fréquentation | Tendance |
| ---- | -------------------------------- | ---------------------------- | ------------- | -------- |
| 1    | Magic Kingdom                    | Orlando / États-Unis         | 20 859 000    | 2 %      |
| 2    | Disneyland                       | Anaheim / États-Unis         | 18 666 000    | 2 %      |
| 3    | Disney's Animal Kingdom          | Orlando / États-Unis         | 13 750 000    | 10 %     |
| 4    | Epcot                            | Orlando / États-Unis         | 12 444 000    | 2 %      |
| 5    | Disney's Hollywood Studios       | Orlando / États-Unis         | 11 258 000    | 5 %      |
| 6    | Universal Studios Florida        | Orlando / États-Unis         | 10 708 000    | 5 %      |
| 7    | Disney California Adventure      | Anaheim / États-Unis         | 9 861 000     | 3 %      |
| 8    | Universal's Islands of Adventure | Orlando / États-Unis         | 9 788 000     | 2,5 %    |
| 9    | Universal Studios Hollywood      | Los Angeles / États-Unis     | 9 147 000     | 1 %      |
| 10   | SeaWorld Orlando                 | Orlando / États-Unis         | 4 594 000     | 16 %     |
| 11   | Busch Gardens Tampa Bay          | Tampa / États-Unis           | 4 139 000     | 4,5 %    |
| 12   | Knott's Berry Farm               | Buena Park / États-Unis      | 4 115 000     | 2 %      |
| 13   | Canada's Wonderland              | Vaughan / Canada             | 3 798 000     | 1 %      |
| 14   | SeaWorld San Diego               | San Diego / États-Unis       | 3 723 000     | 20 %     |
| 15   | Cedar Point                      | Sandusky / États-Unis        | 3 676 000     | 2 %      |
| 16   | Six Flags Magic Mountain         | Valencia / États-Unis        | 3 592 000     | 2,6 %    |
| 17   | Kings Island                     | Mason / États-Unis           | 3 486 000     | 0,5 %    |
| 18   | Six Flags Great Adventure        | Jackson Township/ États-Unis | 3 400 000     | 0 %      |
| 19   | Hersheypark                      | Hershey / États-Unis         | 3 367 000     | 2 %      |
| 20   | Six Flags Great America          | Gurnee / États-Unis          | 3 107 000     | 0 %      |

### Classement des 10 parcs d'attractions les plus visités en Amérique du Sud
| Rang | Parc                        | Ville / Pays            | Fréquentation | Tendance |
| ---- | --------------------------- | ----------------------- | ------------- | -------- |
| 1    | Six Flags México            | Mexico / Mexique        | 2 789 000     | 2 %      |
| 2    | Beto Carrero World          | Santa Catarina / Brésil | 2 200 000     | 3,7 %    |
| 3    | Parque Xcaret               | Cancún / Mexique        | 1 885 000     | 25,2 %   |
| 4    | La Feria Chapultepec Mágico | Mexico / Mexique        | 1 593 000     | 0,1 %    |
| 5    | Mundo Petapa                | Guatemala / Guatemala   | 1 226 000     | -0,1 %   |
| 6    | Plaza de Sésamo             | Monterrey / Mexique     | 1 185 000     | -0,1 %   |
| 7    | Parque Mundo Aventura       | Bogota / Colombie       | 1 158 000     | 0,4 %    |
| 8    | Fantasilandia               | Santiago / Chili        | 1 100 000     | 4,8 %    |
| 9    | Parque del Café             | Quindio / Colombie      | 1 028 000     | 6,4 %    |
| 10   | Salitre Mágico              | Bogota / Colombie       | 900 000       | 18,4 %   |

### Classement des 20 parcs d'attractions les plus visités en Asie
| Rang | Parc                        | Ville / Pays          | Fréquentation | Tendance |
| ---- | --------------------------- | --------------------- | ------------- | -------- |
| 1    | Tokyo Disneyland            | Tokyo / Japon         | 17 907 000    | 7,9 %    |
| 2    | Tokyo DisneySea             | Tokyo / Japon         | 14 651 000    | 8,5 %    |
| 3    | Universal Studios Japan     | Osaka / Japon         | 14 300 000    | -4,3 %   |
| 4    | Shanghai Disneyland         | Shanghai / Chine      | 11 800 000    | 7,3 %    |
| 5    | Chimelong Ocean Kingdom     | Hengqin / Chine       | 10 830 000    | 10,6 %   |
| 6    | Hong Kong Disneyland        | Hong Kong / Chine     | 6 700 000     | 8,1 %    |
| 7    | Lotte World                 | Séoul / Corée du Sud  | 5 960 000     | -11,2 %  |
| 8    | Nagashima Spa Land          | Kuwana / Japon        | 5 920 000     | -0,2 %   |
| 9    | Everland                    | Yongin / Corée du Sud | 5 850 000     | -7,3 %   |
| 10   | Ocean Park                  | Hong Kong / Chine     | 5 800 000     | 0 %      |
| 11   | Chimelong Paradise          | Guangzhou / Chine     | 4 680 000     | 11,9 %   |
| 12   | Universal Studios Singapore | Singapour             | 4 400 000     | 4,3 %    |
| 13   | China Dinosaurs Park        | Changzhou / Chine     | 4 106 000     | 27,9 %   |
| 14   | Window of the World         | Shenzhen / Chine      | 3 990 000     | 0,3 %    |
| 15   | Happy Valley (Pékin)        | Pékin / Chine         | 3 980 000     | 0,8 %    |
| 16   | Happy Valley (Shenzhen)     | Shenzhen / Chine      | 3 910 000     | 0,3 %    |
| 17   | Fantawild Adventure         | Zhengzhou / Chine     | 3 800 000     | -0,5 %   |
| 18   | Fantawild Oriental Heritage | Ningbo / Chine        | 3 740 000     | -2,3 %   |
| 19   | OCT East                    | Shenzhen / Chine      | 3 680 000     | -7,1 %   |
| 20   | Happy Valley Chengdu        | Chengdu / Chine       | 3 100 000     | 4,4 %    |

### Classement des 20 parcs d'attractions les plus visités en Europe
La saison 2018 des parcs européens a connu une augmentation de 4,4 % de visiteurs sur l'ensemble des 20 meilleurs parcs européens.
| Rang | Parc                            | Ville / Pays                        | Fréquentation | Tendance |
| ---- | ------------------------------- | ----------------------------------- | ------------- | -------- |
| 1    | Parc Disneyland                 | Chessy / France                     | 9 843 000     | 1,9 %    |
| 2    | Europa-Park                     | Rust / Allemagne                    | 5 720 000     | 0,4 %    |
| 3    | Efteling                        | Kaatsheuvel / Pays-Bas              | 5 400 000     | 4,2 %    |
| 4    | Parc Walt Disney Studios        | Chessy / France                     | 5 298 000     | 1,9 %    |
| 5    | Jardins de Tivoli               | Copenhague / Danemark               | 4 850 000     | 4,5 %    |
| 6    | PortAventura Park               | Salou / Espagne                     | 3 650 000     | 0 %      |
| 7    | Liseberg                        | Göteborg / Suède                    | 3 055 000     | -0,2 %   |
| 8    | Gardaland                       | Castelnuovo del Garda / Italie      | 2 900 000     | 11,5 %   |
| 9    | Legoland Windsor                | Windsor / Royaume-Uni               | 2 315 000     | 2,9 %    |
| 10   | Puy du Fou                      | Les Épesses / France                | 2 305 000     | 2 %      |
| 11   | Legoland Billund                | Billund / Danemark                  | 2 250 000     | 2,3 %    |
| 11   | Legoland Deutschland            | Guntzbourg / Allemagne              | 2 250 000     | 4,7%     |
| 13   | Parque Warner Madrid            | Madrid / Espagne                    | 2 185 000     | 18,8 %   |
| 14   | Parc Astérix                    | Plailly / France                    | 2 174 000     | 8,7 %    |
| 15   | Alton Towers                    | Staffordshire / Royaume-Uni         | 2 100 000     | 10,5 %   |
| 16   | Phantasialand                   | Brühl / Allemagne                   | 2 000 000     | 0,3 %    |
| 17   | Thorpe Park                     | Chertsey (Angleterre) / Royaume-Uni | 1 880 000     | 7,4 %    |
| 18   | Futuroscope                     | Poitiers / France                   | 1 850 000     | -7,5 %   |
| 19   | Gröna Lund                      | Stockholm / Suède                   | 1 676 000     | -0,8 %   |
| 20   | Chessington World of Adventures | Chessington / Royaume-Uni           | 1 670 000     | 9,9 %    |

## Attractions
Ces listes sont non exhaustives.

### Montagnes russes

#### Délocalisations
| Nom                     | Type / Modèle      | Constructeur      | Parc                                       | Pays        | Anciennement                              |
| ----------------------- | ------------------ | ----------------- | ------------------------------------------ | ----------- | ----------------------------------------- |
| Avengers Roller Coaster | Assises            | S.D.C.            | l'Île aux Géants                           | France      | Eden Rail à Magic Park Land               |
| Bobsleigh               | Assises/Jet 400    | Anton Schwarzkopf | Parc de la Vallée                          | France      | La course de Bobsleigh à Nigloland        |
| Cobra                   | Assises            | Interpark         | Freizeit-Land Geiselwind                   | Allemagne   | Attraction foraine                        |
| Crazy Coaster           | Tournoyantes       | Fabbri Group      | Jacquou Parc                               | France      | Crazy Coaster à Halmstad Äventyrsland     |
| Dragon Challenge        | Junior             | Pinfari           | Barry Island Pleasure Park                 | Royaume-Uni | Beastie à Alton Towers                    |
| Groovy Train            | Métal / Cyclon     | Interpark         | America's Fun Park                         | États-Unis  | Cyclon Coaster à Lake City Amusement Park |
| Jet                     | Assises / Jet Star | Anton Schwarzkopf | Babyland-Amiland                           | France      | Attraction foraine                        |
| Looping Star            | Assises            | Anton Schwarzkopf | Parko Paliatso Luna Park                   | Chypre      | Thunder Loop à Attractiepark Slagharen    |
| WildCat                 | Métal / Zyklon Z47 | Pinfari           | Parque de Diversiones Anita Nueva Aventura | Mexique     | WildCat à Santa's Village AZoosment Park  |
| Wilde Maus              | Wild Mouse         | Maurer Rides      | Anapa Park Dzhoongly                       | Russie      | Wilde Maus à Attrapark Moscou             |
| Windstorm               | Assises            | S.D.C.            | America's Fun Park                         | États-Unis  | Windstorm à Fun Forest Amusement Park     |

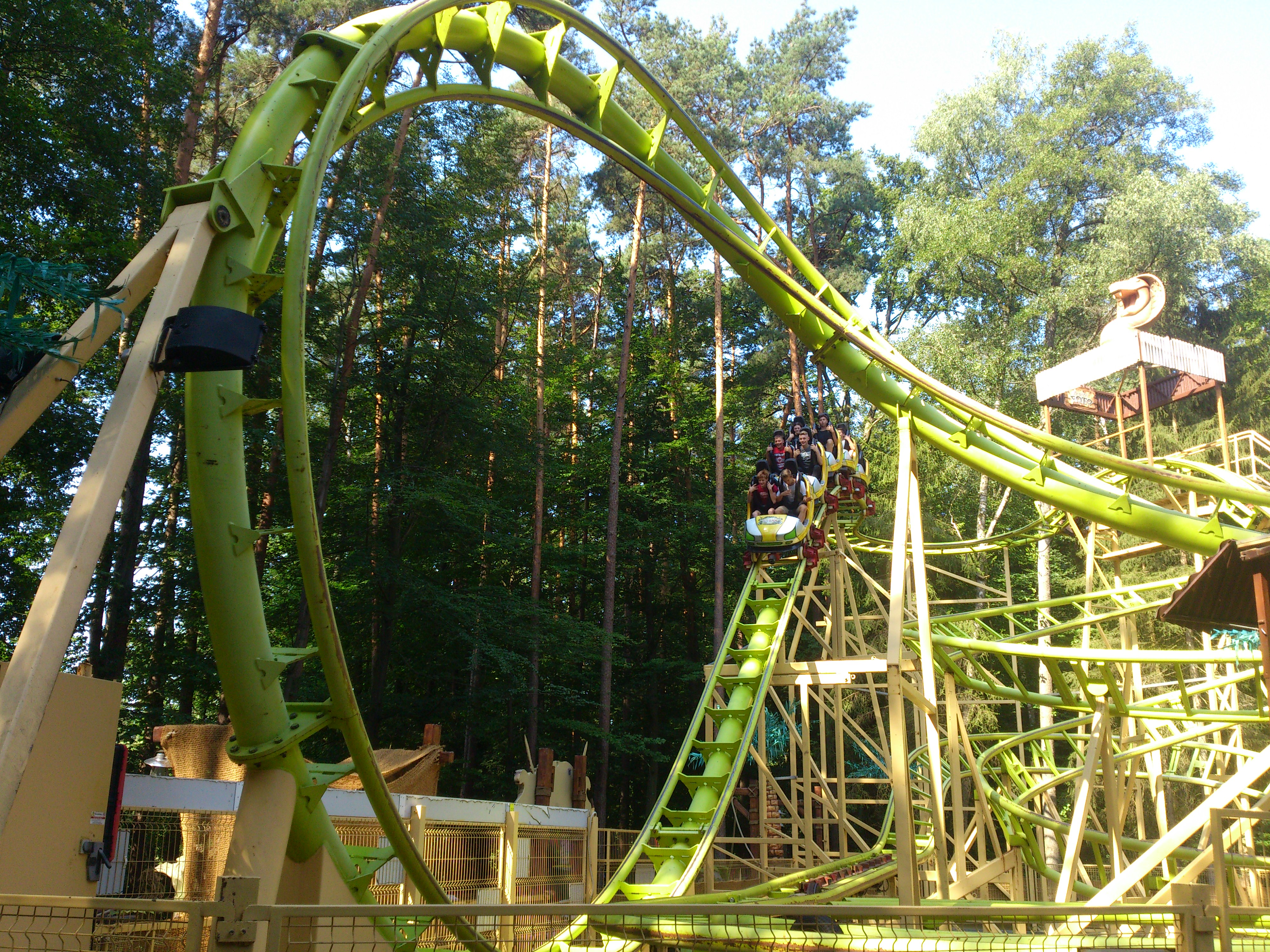
Cobra à Freizeit-Land Geiselwind

#### Nouveau thème
| Nom                        | Type / Modèle                 | Constructeur                | Parc                        | Pays        | Anciennement                                 |
| -------------------------- | ----------------------------- | --------------------------- | --------------------------- | ----------- | -------------------------------------------- |
| Dragon Chinois             | Montagnes russes en métal     | Soquet                      | Jardin d'acclimatation      | France      | Dragon (de 1987 à 2017)                      |
| Eurosat - CanCan Coaster   | Montagnes russes en intérieur | Mack Rides                  | Europa-Park                 | Allemagne   | Eurosat (1989 à 2017)                        |
| Incredicoaster             | Montagnes russes lancées      | Intamin                     | Disney California Adventure | États-Unis  | California Screamin' (2001 à 2017)           |
| Machine à Vapeur           | Montagnes russes en métal     | Soquet                      | Jardin d'acclimatation      | France      | Tacot Express (de 2001 à 2017)               |
| Souris Mécaniques          | Montagnes russes tournoyantes | Reverchon Industries        | Jardin d'acclimatation      | France      | Papillons d'Alice (de 2002 à 2018)           |
| Steel Vengeance            | Hybrides                      | Rocky Mountain Construction | Cedar Point                 | États-Unis  | Mean Streak (1991 à 2016)                    |
| The Walking Dead: The Ride | Montagnes russes en intérieur | Vekoma                      | Thorpe Park                 | Royaume-Uni | X:\ No Way Out (1996 à 2012) X (2013 à 2017) |
| Twisted Cyclone            | Hybrides                      | Rocky Mountain Construction | Six Flags Over Georgia      | États-Unis  | Georgia Cyclone (1990 à 2017)                |
| Twisted Timbers            | Hybrides                      | Rocky Mountain Construction | Kings Dominion              | États-Unis  | Hurler (1994 à 2015)                         |

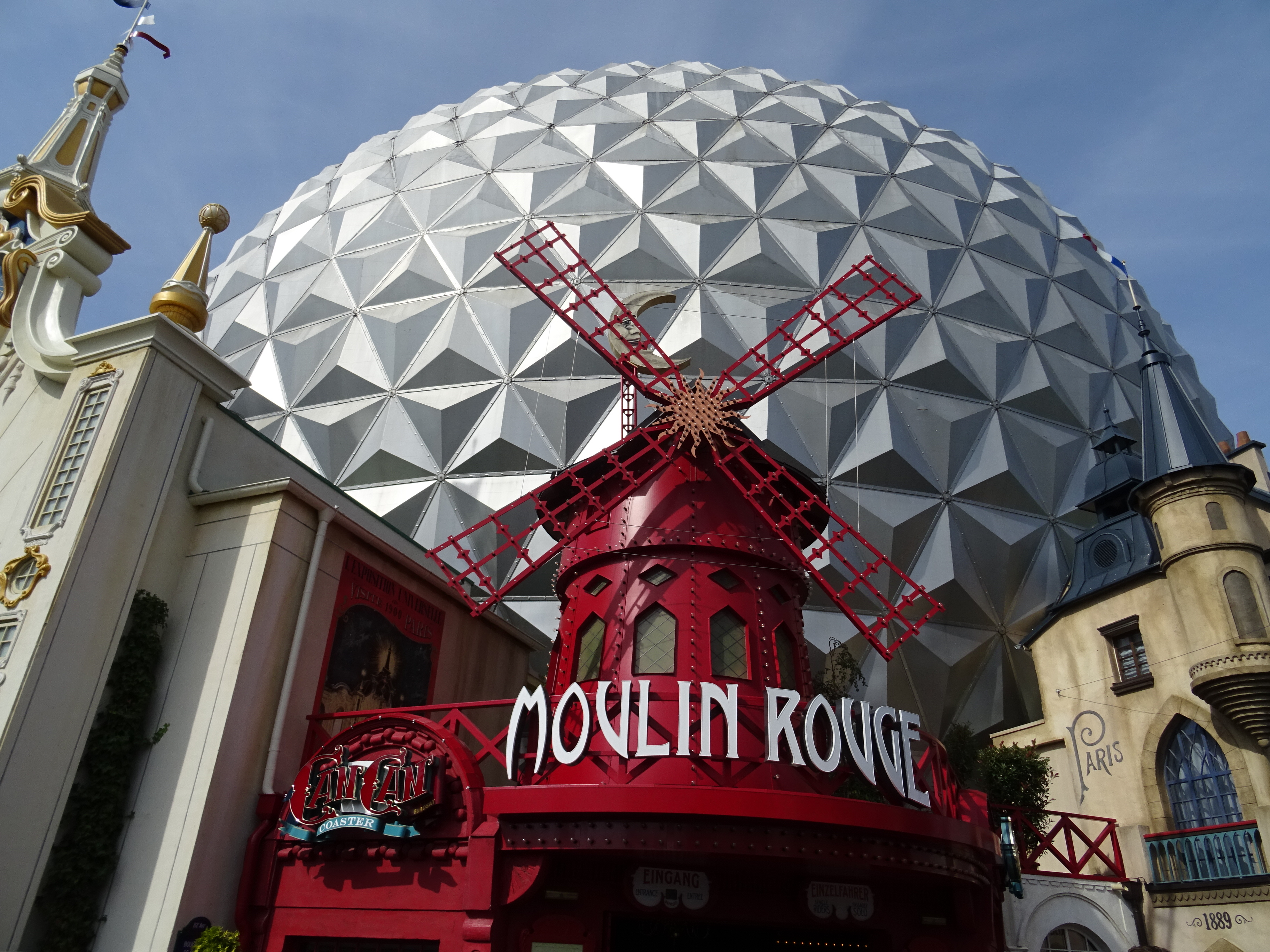
Eurosat - CanCan Coaster à Europa-Park
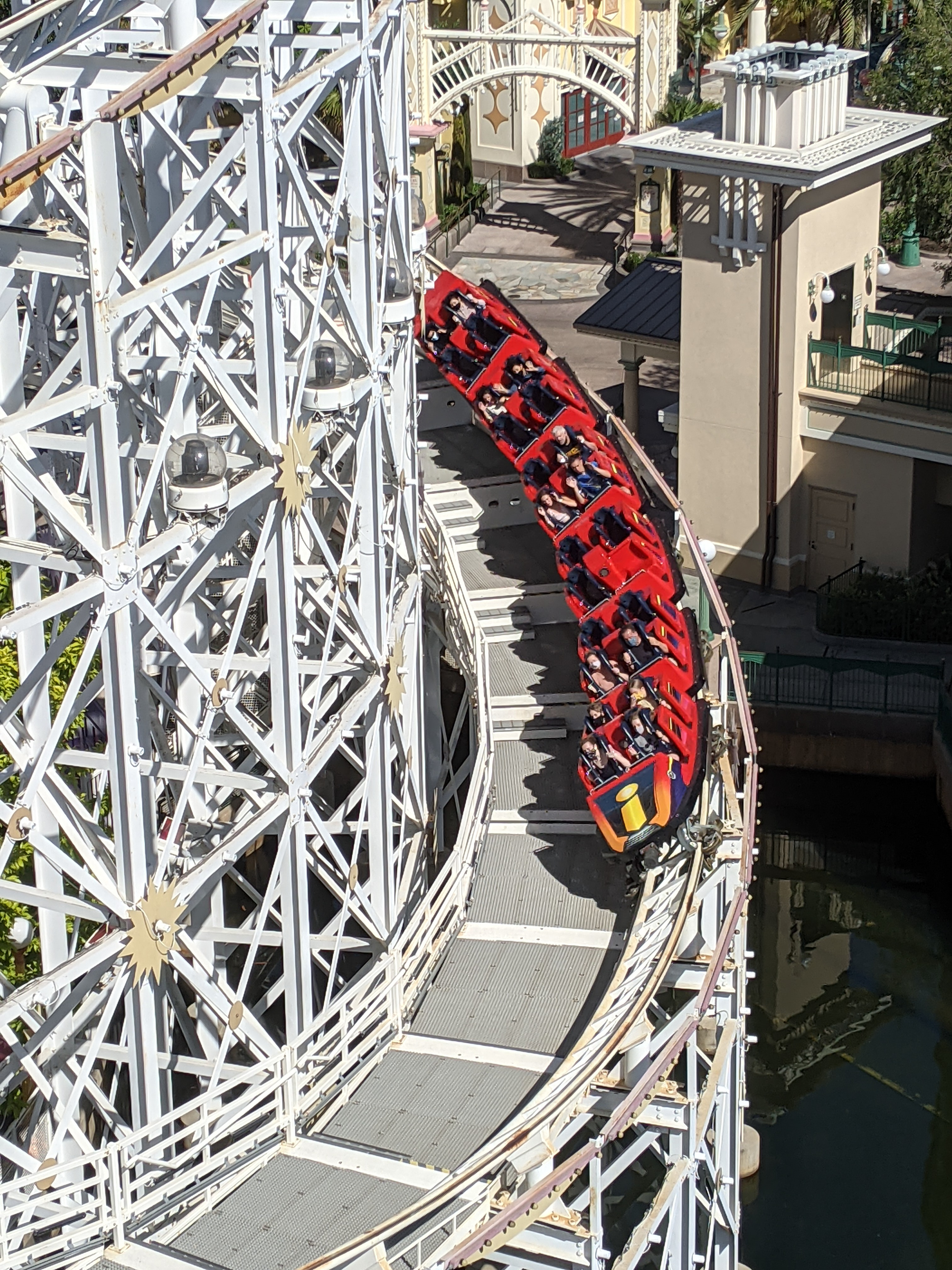
Incredicoaster à Disney California Adventure
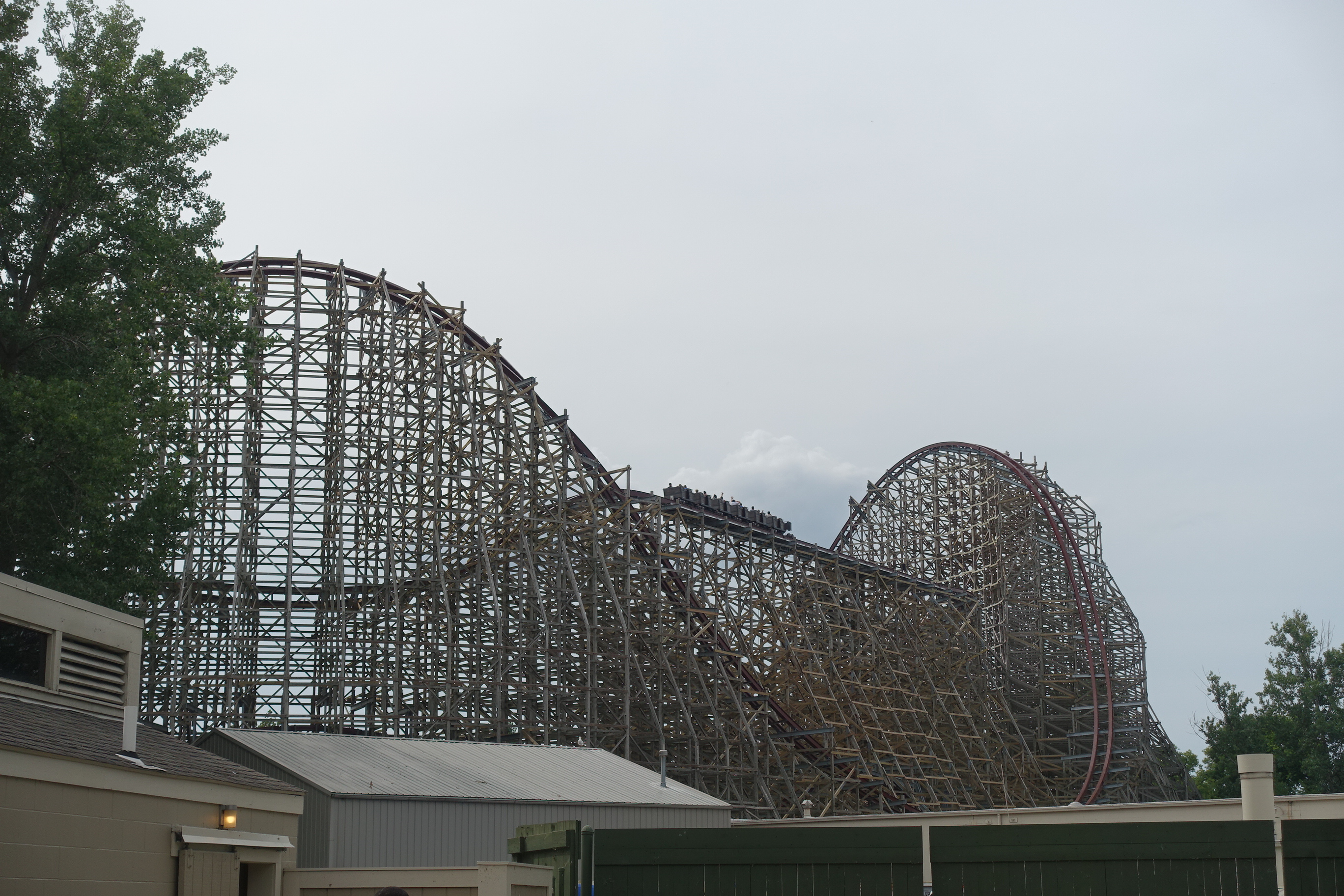
Steel Vengeance à Cedar Point
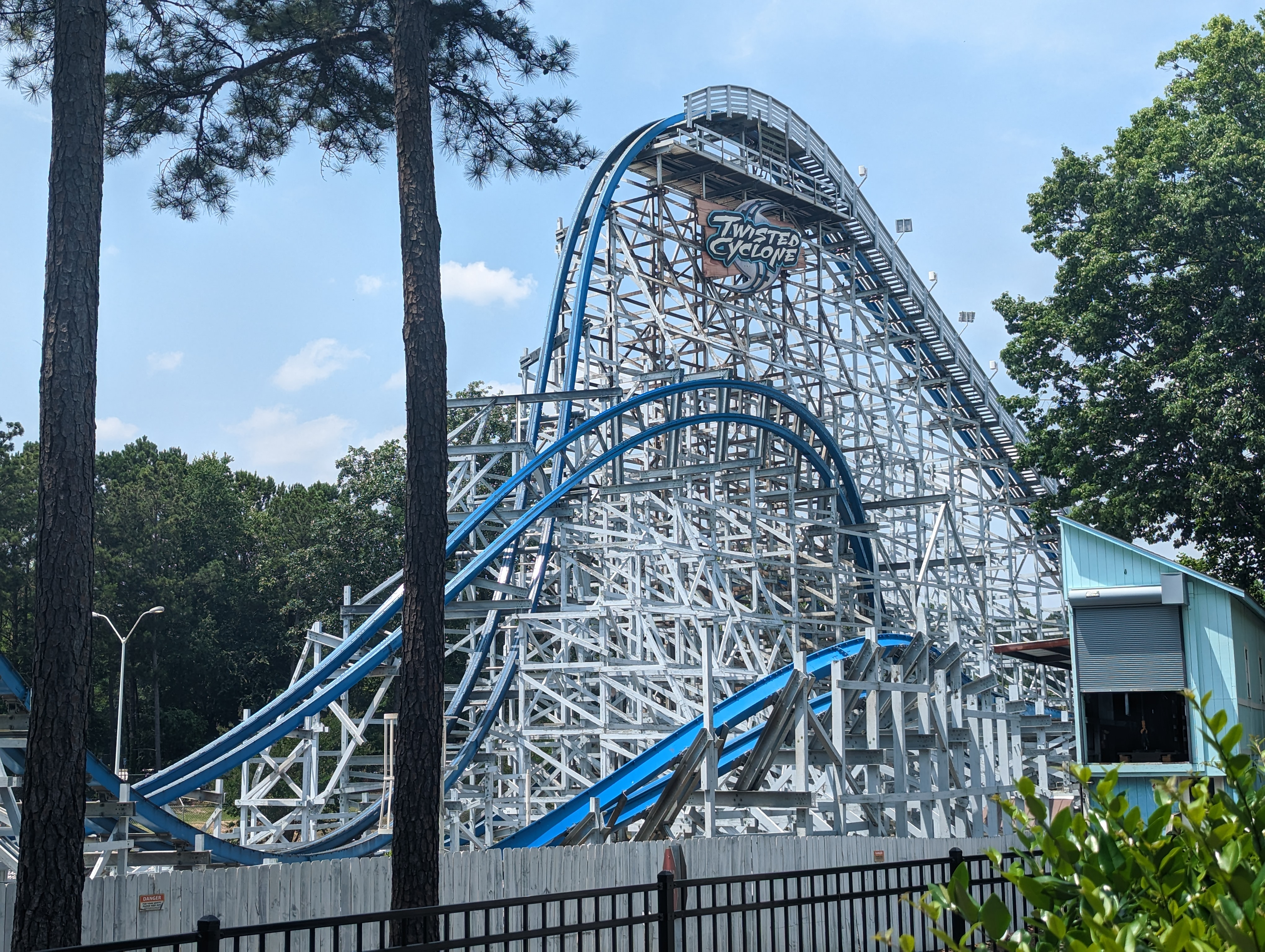
Twisted Cyclone à Six Flags Over Georgia
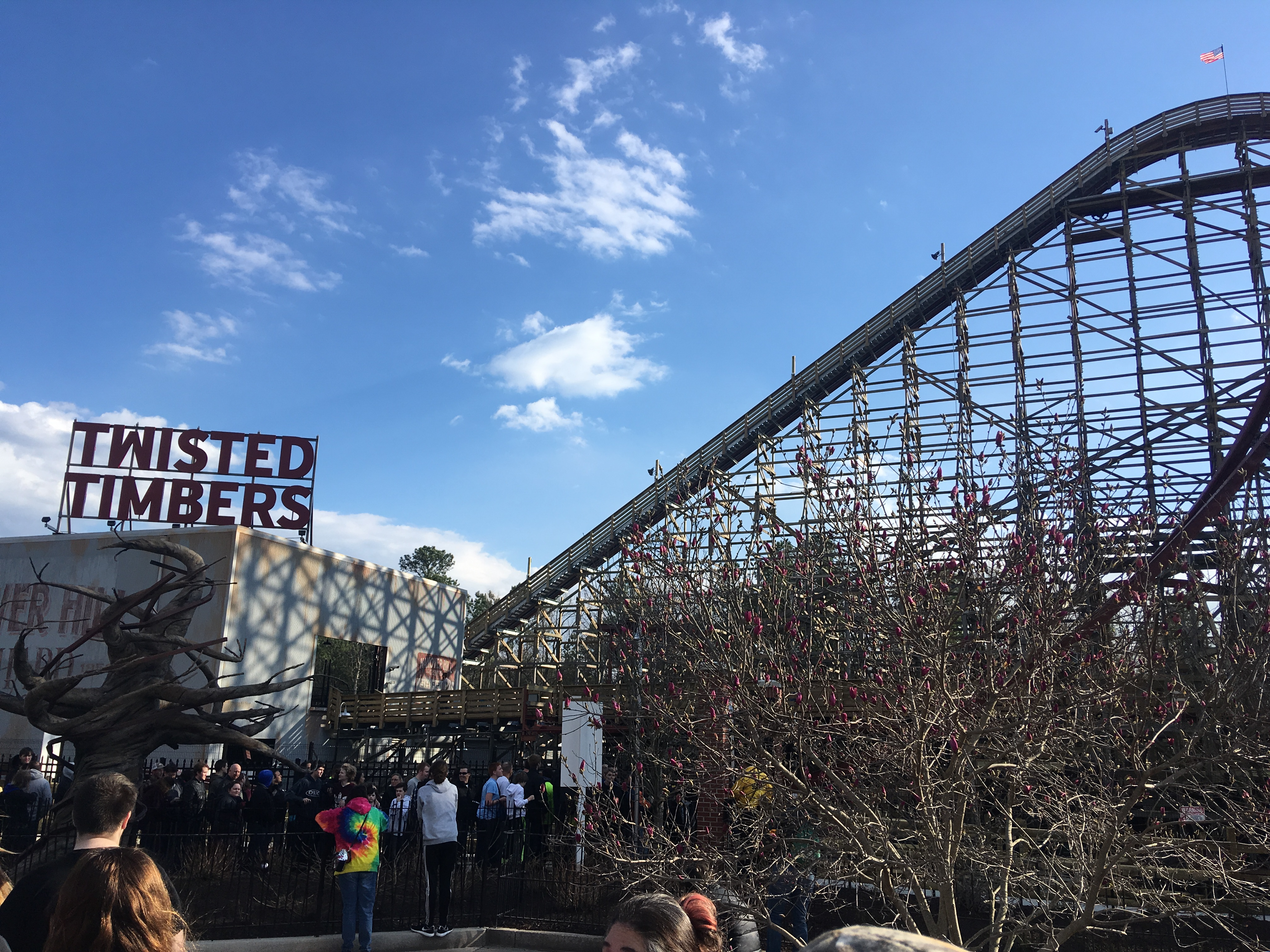
Twisted Timbers à Kings Dominion

#### Nouveautés
| Nom                                                 | Type / Modèle            | Constructeur                 | Parc                         | Pays                |
| --------------------------------------------------- | ------------------------ | ---------------------------- | ---------------------------- | ------------------- |
| Achterbahn                                          | Assises                  | ABC Engineering              | Schloss Dankern              | Allemagne           |
| Adrenaline Peak                                     | Euro-Fighter             | Gerstlauer                   | Oaks Amusement Park (en)     | États-Unis          |
| African Spin                                        | Tournoyantes junior      | SBF Visa Group               | Schwarzwald Park             | Allemagne           |
| AirSea Battle                                       | E-Powered Inversées      |                              | Qingdao Wanda Theme Park     | Chine               |
| Bûche dansante                                      | Tournoyantes junior      | SBF Visa Group               | Babyland-Amiland             | France              |
| Desert Twister                                      | À véhicules suspendus    | Vekoma                       | Vinpearl Land (Hội An)       | Viêt Nam            |
| Dolle Pier                                          | Junior                   | SBF Visa Group               | DippieDoe (nl)               | Pays-Bas            |
| Dragonfire                                          | Lancées                  | Premier Rides                | Adventure Island             | Qatar               |
| Draken                                              | Machine plongeante       | Bolliger & Mabillard         | Gyeongju World               | Corée du Sud        |
| Egypt Coaster                                       | Tournoyantes junior      | SBF Visa Group               | Churpfalzpark                | Allemagne           |
| Electric Eel                                        | Lancées                  | Premier Rides                | SeaWorld San Diego           | États-Unis          |
| En avant Seccotine                                  | Junior                   | Zierer                       | Parc Spirou                  | France              |
| Family Coaster                                      | Acier                    | Gerstlauer                   | Land of Legends Theme Park   | Turquie             |
| Family Roller Coaster                               | Inversées                | Bolliger & Mabillard         | Happy Valley (Pékin)         | Chine               |
| Fast and Furry-ous                                  | À véhicules suspendus    | Intamin                      | Warner Bros. World Abu Dhabi | Émirats arabes unis |
| Fenix                                               | Wing                     | Bolliger & Mabillard         | Toverland                    | Pays-Bas            |
| Flight on Water                                     | Tournoyantes             |                              | Qingdao Wanda Theme Park     | Chine               |
| Flyvende Ørn                                        | Acier                    | Zierer                       | Legoland Billund             | Danemark            |
| HangTime                                            | Assises                  | Gerstlauer                   | Knott's Berry Farm           | États-Unis          |
| Harley Quinn Crazy Coaster                          | Single-rail              | Skyline Attractions          | Six Flags Discovery Kingdom  | États-Unis          |
| Highway Boat                                        | À véhicules suspendus    | Intamin                      | Asia Park                    | Viêt Nam            |
| Hyper Coaster                                       | Hyper montagnes russes   | Mack Rides                   | Land of Legends Theme Park   | Turquie             |
| Hyperion                                            | Hyper montagnes russes   | Intamin                      | Energylandia                 | Pologne             |
| Icon                                                | Lancées                  | Mack Rides                   | Pleasure Beach, Blackpool    | Royaume-Uni         |
| Jungle Coaster                                      | Acier                    | Zierer                       | Chimelong Ocean Kingdom      | Chine               |
| Jungle Rally                                        | Junior                   | Zierer                       | Djurs Sommerland             | Danemark            |
| Jungle Trailblazer                                  | Bois                     | Martin & Vleminckx           | Fantawild Asian Legend       | Chine               |
| Junior Red Force                                    | Junior                   | SBF Visa Group               | Ferrari Land                 | Espagne             |
| Jurassic River                                      | Aquatiques               | Technical Park               | Cavallino Matto              | Italie              |
| K2                                                  | Acier                    | ABC Engineering              | Karls Erlebnis-Dorf Elstal   | Allemagne           |
| Laoshan Flying Dragon                               | Inversées                |                              | Qingdao Wanda Theme Park     | Chine               |
| Lost Valley                                         | Train de la mine         | Vekoma                       | Vinpearl Land (Hội An)       | Viêt Nam            |
| Merlin's Mayhem                                     | À véhicules suspendus    | S&S Worldwide                | Dutch Wonderland             | États-Unis          |
| Mission Ferrari                                     | Acier                    | Dynamic Structures           | Ferrari World Abu Dhabi      | Émirats arabes unis |
| Music Roller Coaster                                | Assises                  | Bolliger & Mabillard         | Happy Valley (Pékin)         | Chine               |
| Oscar's Wacky Taxi                                  | Bois                     | The Gravity Group            | Sesame Place                 | États-Unis          |
| Paradise Fall                                       | Lancées                  | Intamin                      | Asia Park                    | Viêt Nam            |
| Penguin Coaster                                     | Junior                   | Zierer                       | Chimelong Ocean Kingdom      | Chine               |
| Pinball X                                           | Tournoyantes             | Zamperla                     | Dreamland Margate            | Royaume-Uni         |
| Pioneer                                             | Acier                    | Zierer                       | OK Corral                    | France              |
| Race Coaster                                        | Junior                   | SBF Visa Group               | Land of Legends Theme Park   | Turquie             |
| RailBlazer                                          | Single-rail              | Rocky Mountain Construction  | California's Great America   | États-Unis          |
| RC Racer                                            | Navette / Halfpipe       | Intamin                      | Shanghai Disneyland          | Chine               |
| Rockets (les)                                       | Bobsled Coaster          | Gerstlauer                   | Jardin d'acclimatation       | France              |
| Sea Viper                                           | Assises                  | Preston & Barbieri           | Palace Playland              | États-Unis          |
| Skyscraper                                          | PolerCoaster             | Intamin / US Thrill Rides    | Skyplex Orlando              | États-Unis          |
| Slinky Dog Dash                                     | Acier                    | Mack Rides                   | Disney's Hollywood Studios   | États-Unis          |
| Speed                                               | Aquatiques               | Intamin                      | Energylandia                 | Pologne             |
| Family Coaster                                      | Junior                   | SBF Visa Group               | Vinpearl Land (Hội An)       | Viêt Nam            |
| Spinner                                             | Tournoyantes junior      | EOS Rides                    | Luneur Park                  | Italie              |
| Spinning Coaster                                    | Tournoyantes junior      | SBF Visa Group               | Vinpearl Land (Hội An)       | Viêt Nam            |
| Spirou Racing                                       | Acier                    | Zierer                       | Parc Spirou                  | France              |
| Stress Express                                      | Boomerang                | Vekoma                       | Fantawild Asian Legend       | Chine               |
| Tabalugas Achterbahn                                | Acier                    | Zierer                       | Holiday Park                 | Allemagne           |
| Tantrum                                             | Euro-Fighter             | Gerstlauer                   | Darien Lake                  | États-Unis          |
| Tiki-Waka                                           | Acier                    | Gerstlauer                   | Walibi Belgium               | Belgique            |
| Time Traveler                                       | Tournoyantes Looping     | Mack Rides                   | Silver Dollar City           | États-Unis          |
| Tom and Jerry Swiss Cheese Spin                     | Tournoyantes             | Zamperla                     | Warner Bros. World Abu Dhabi | Émirats arabes unis |
| Tourbillon                                          | Junior                   | Gosetto                      | Parc Ange Michel             | France              |
| Tweestryd                                           | Dueling Family Boomerang | Vekoma                       | Wildlands Emmen              | Pays-Bas            |
| Valkyria                                            | Machine plongeante       | Bolliger & Mabillard         | Liseberg                     | Suède               |
| Vroom                                               | Acier                    | Preston & Barbieri           | Minitalia Leolandia Park     | Italie              |
| Wanted by Lucky Luke (Devenu Wanted Dalton en 2019) | Junior                   | Zierer                       | Parc Spirou                  | France              |
| Wicker Man                                          | Bois                     | Great Coasters International | Alton Towers                 | Royaume-Uni         |
| Wikingów                                            | Junior                   | Zierer                       | Majaland Kownaty             | Pologne             |
| Wild Whizzer                                        | Tournoyantes junior      | SBF Visa Group               | Morey's Piers                | États-Unis          |
| Wilde Hilde                                         | Quadridimensionnelles    | Ride Engineers Switzerland   | Schwaben Park                | Allemagne           |
| Wipeout                                             | Tournoyantes junior      | SBF Visa Group               | Palace Playland              | États-Unis          |
| Wonder Woman Coaster                                | Quadridimensionnelle     | S&S Worldwide                | Six Flags México             | Mexique             |
| Wonder Woman Golden Lasso Coaster                   | Single-rail              | Rocky Mountain Construction  | Six Flags Fiesta Texas       | États-Unis          |
| Wood Express                                        | Bois                     | The Gravity Group            | Parc Saint-Paul              | France              |
| Yukon Quad                                          | Lancées                  | Intamin                      | Le Pal                       | France              |

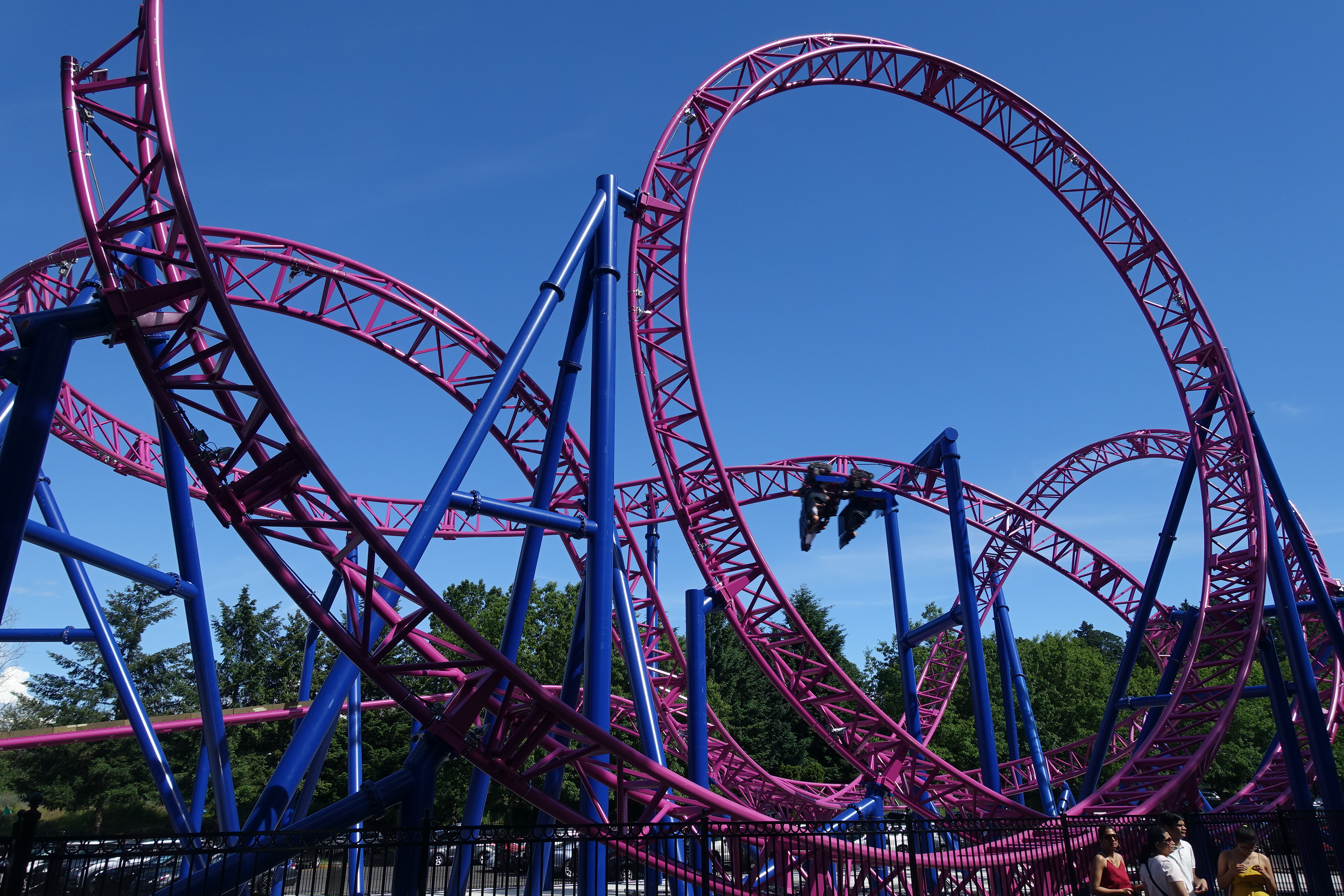
Adrenaline Peak à Oaks Amusement Park
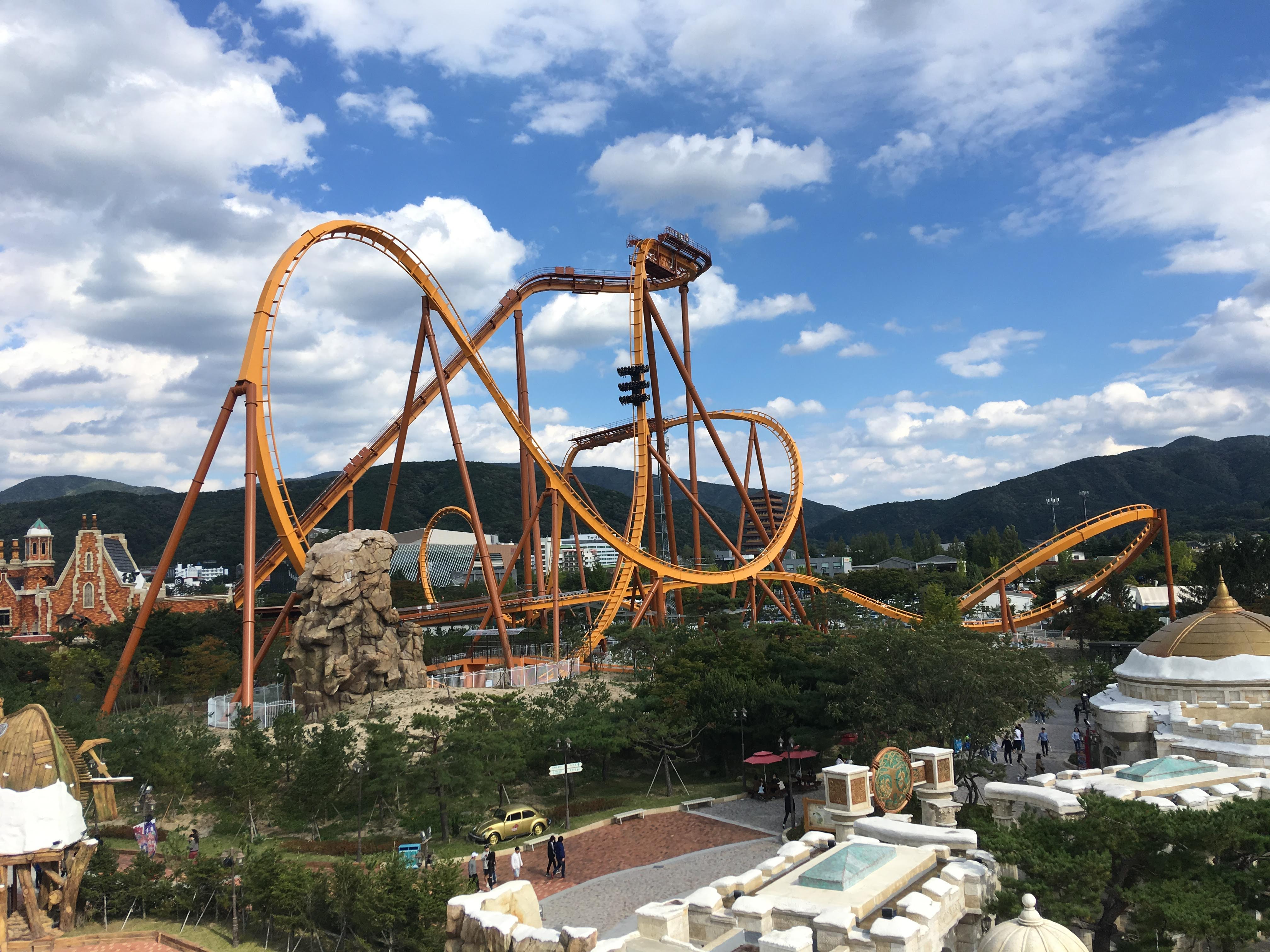
Draken à Gyeongju World
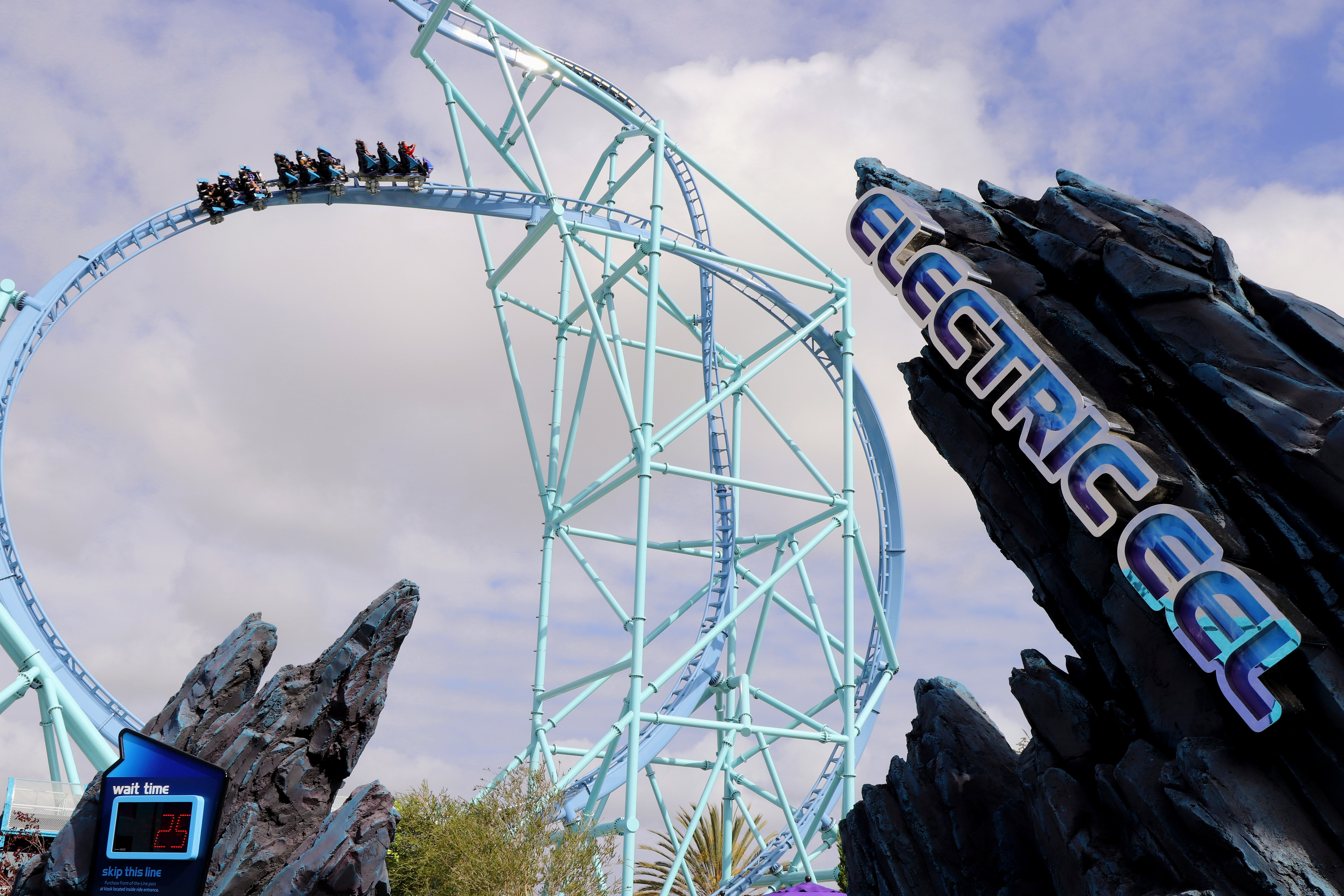
Electric Eel à SeaWorld San Diego
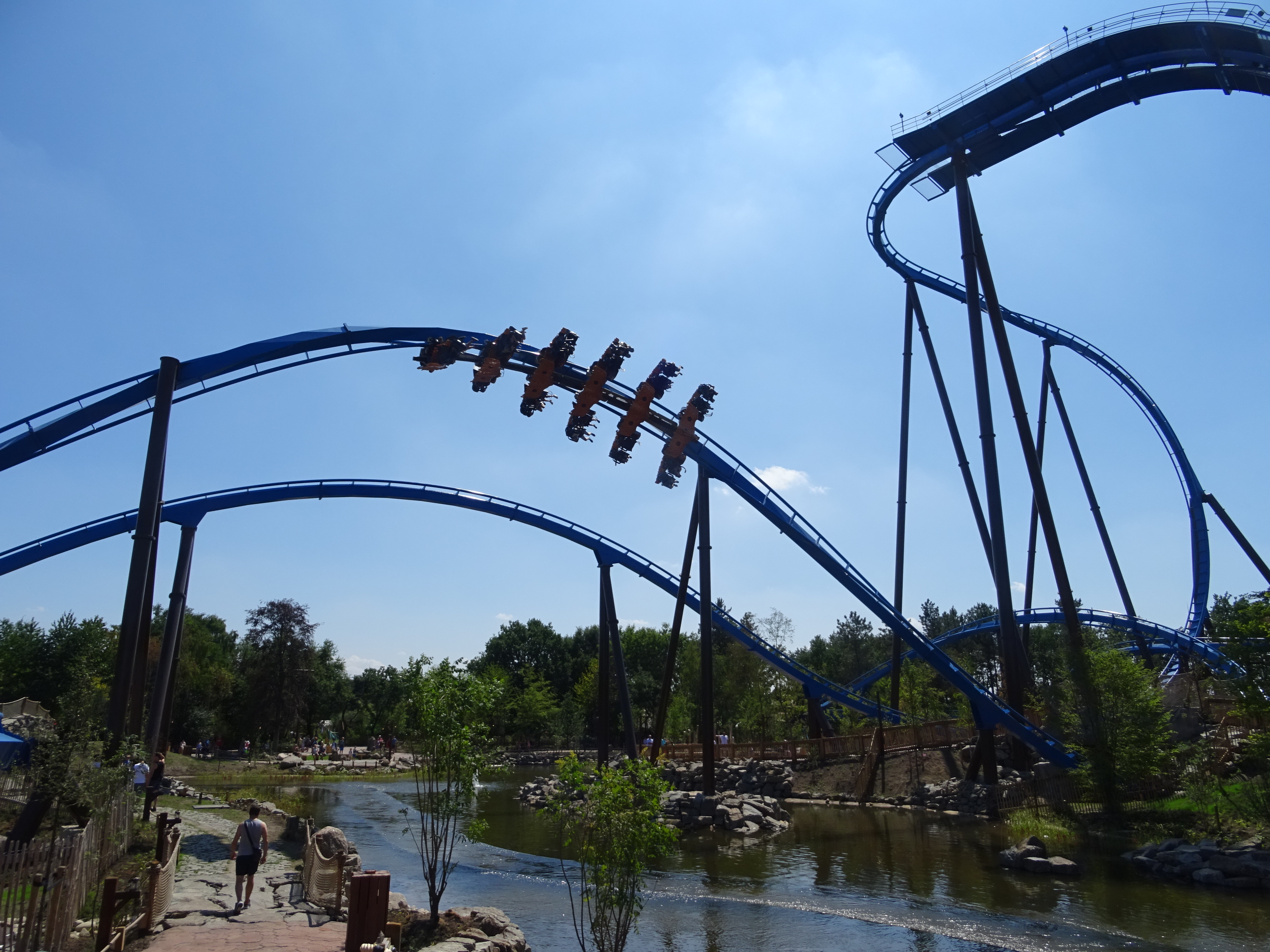
Fenix à Toverland
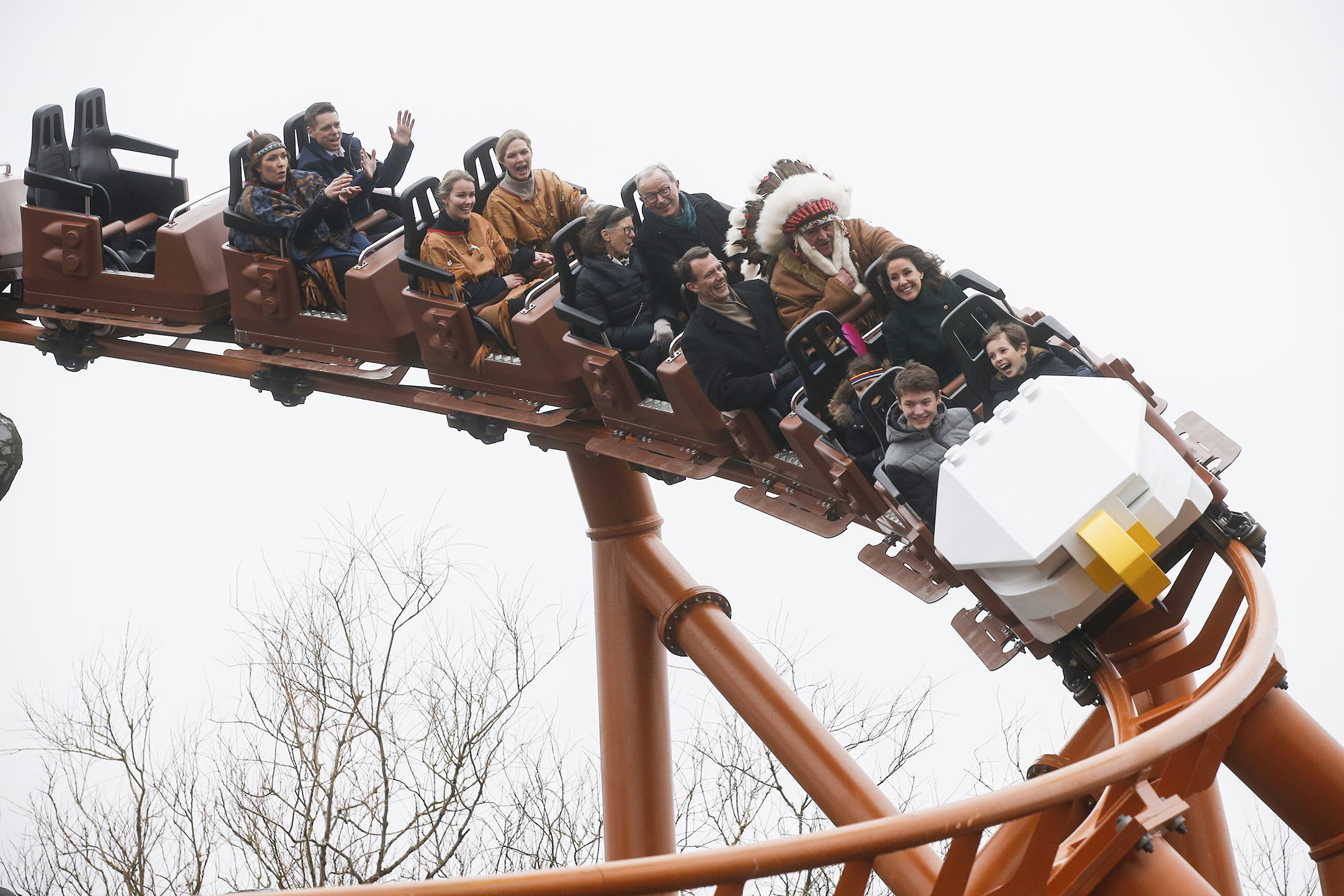
Flyvende Ørn à Legoland Billund
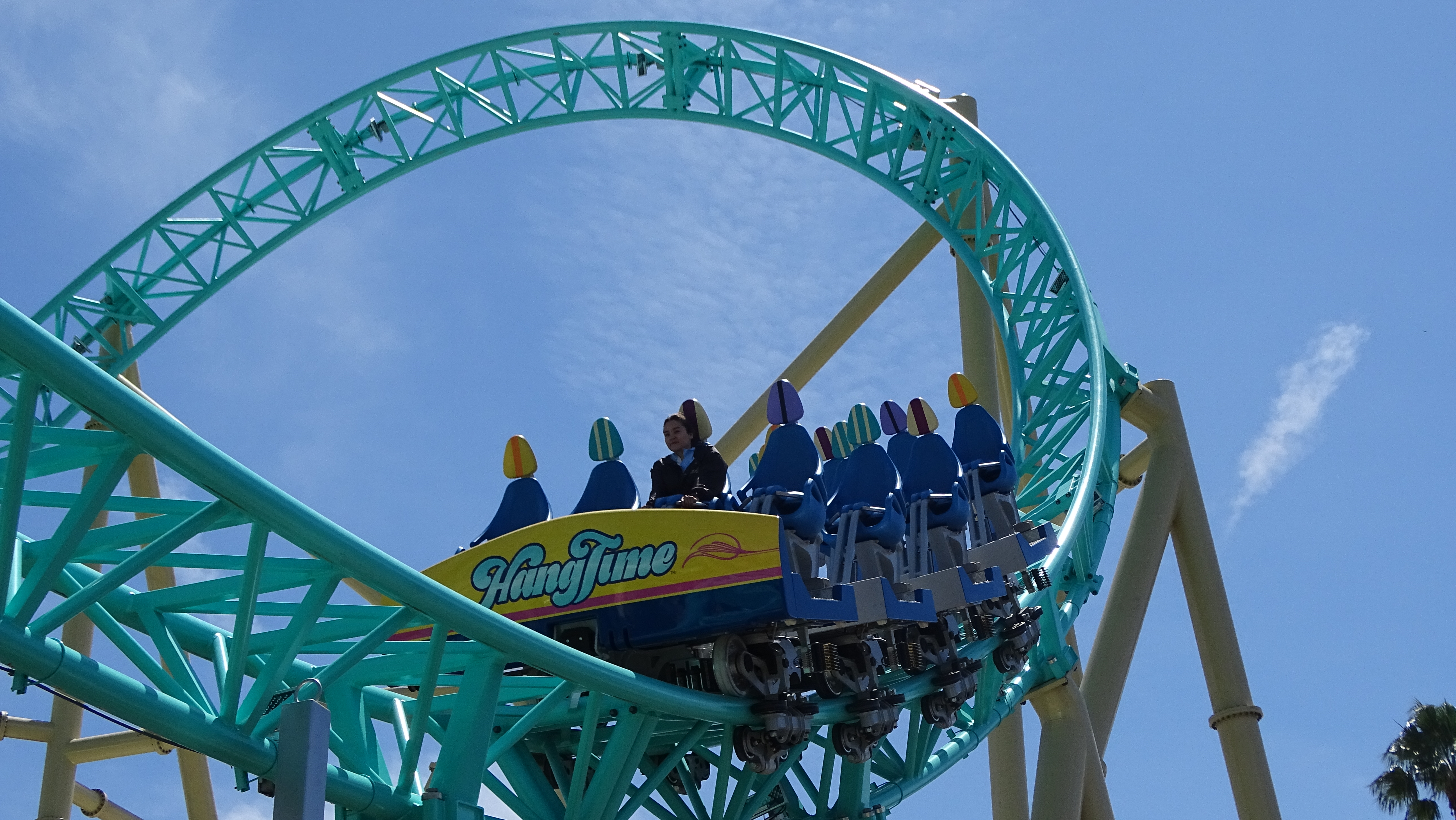
HangTime à Knott's Berry Farm
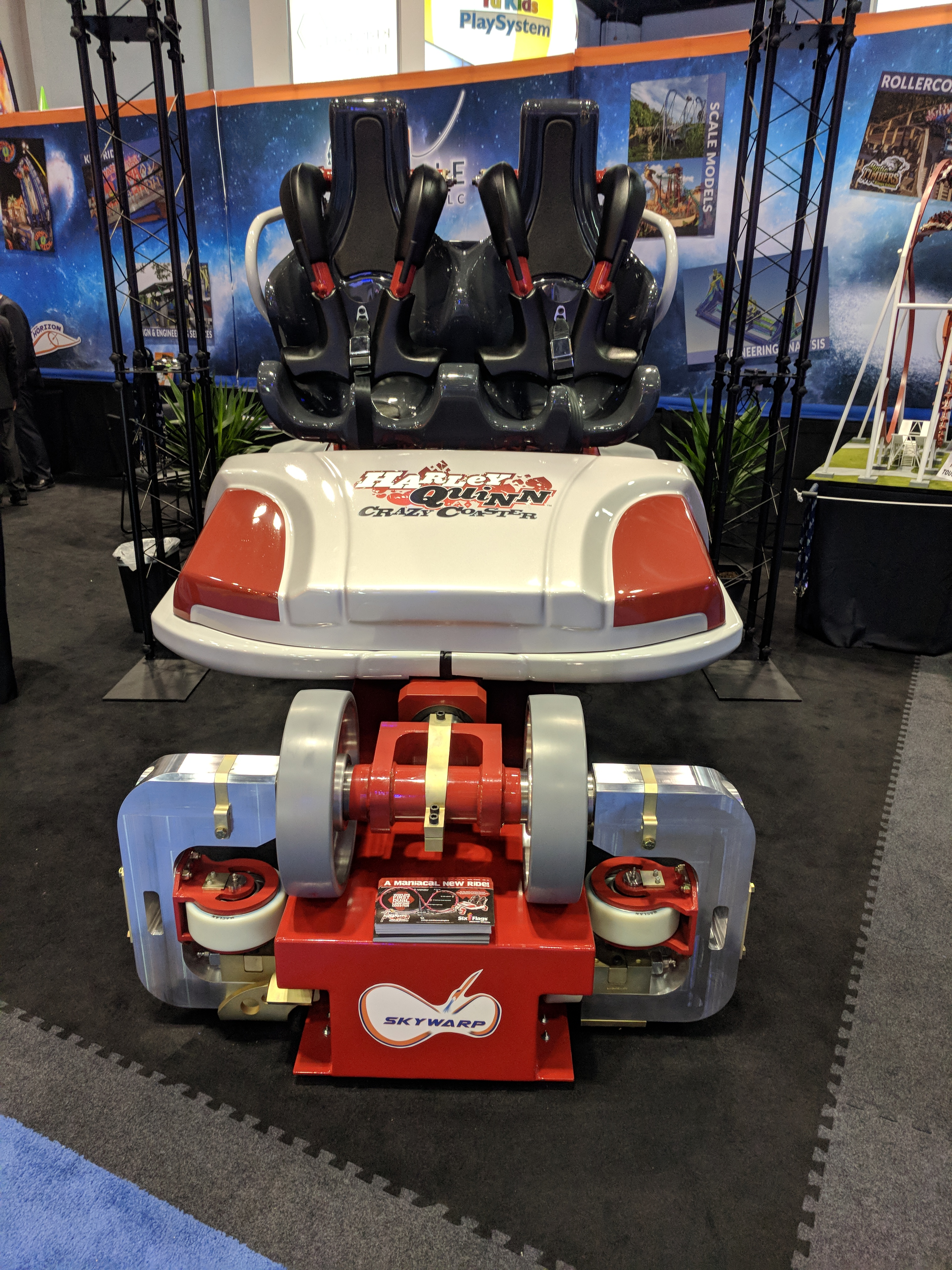
Wagon de Harley Quinn Crazy Coaster exposé à l'IAAPA Attractions Expo 2017.
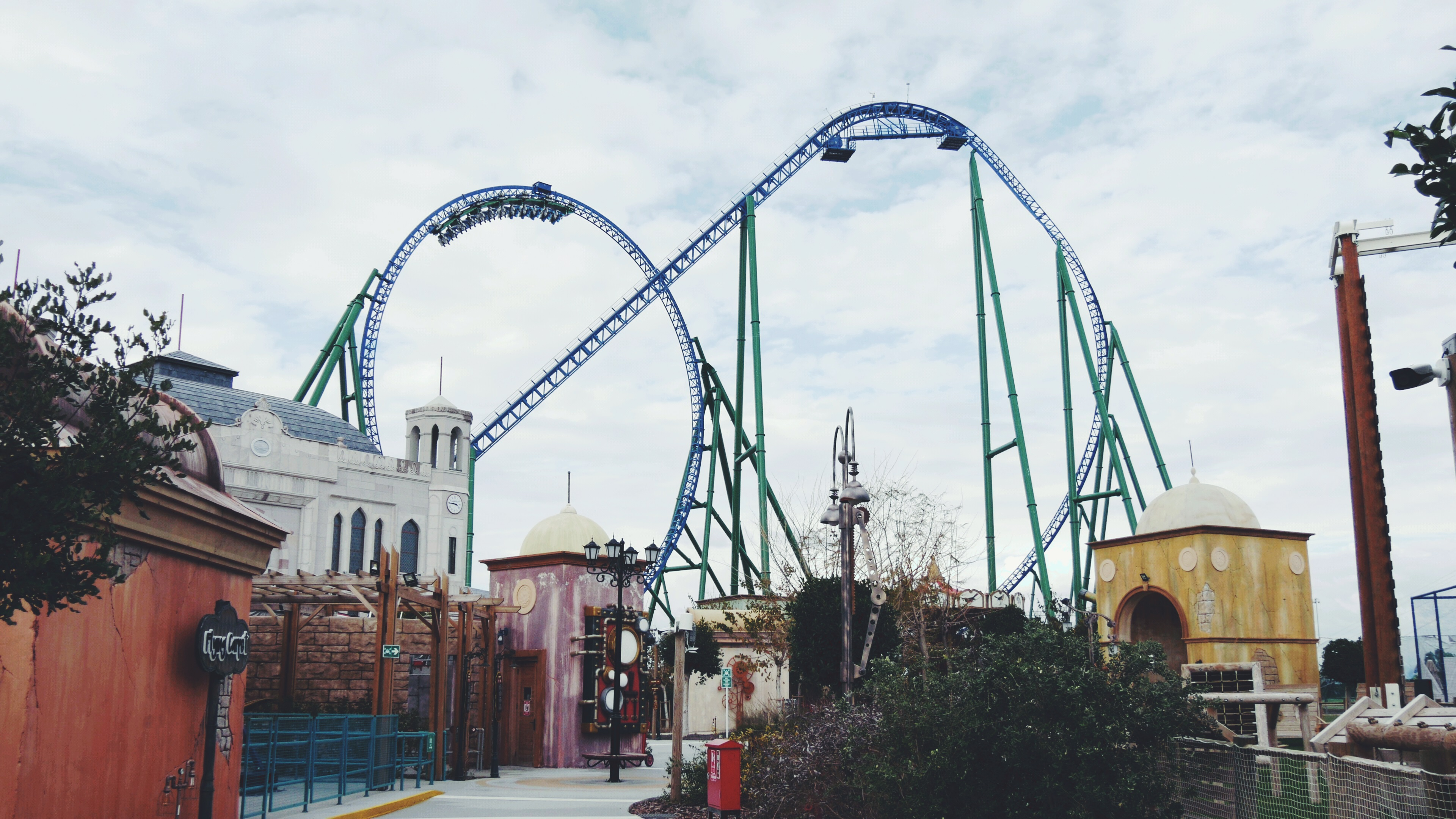
Hyper Coaster à Land of Legends Theme Park
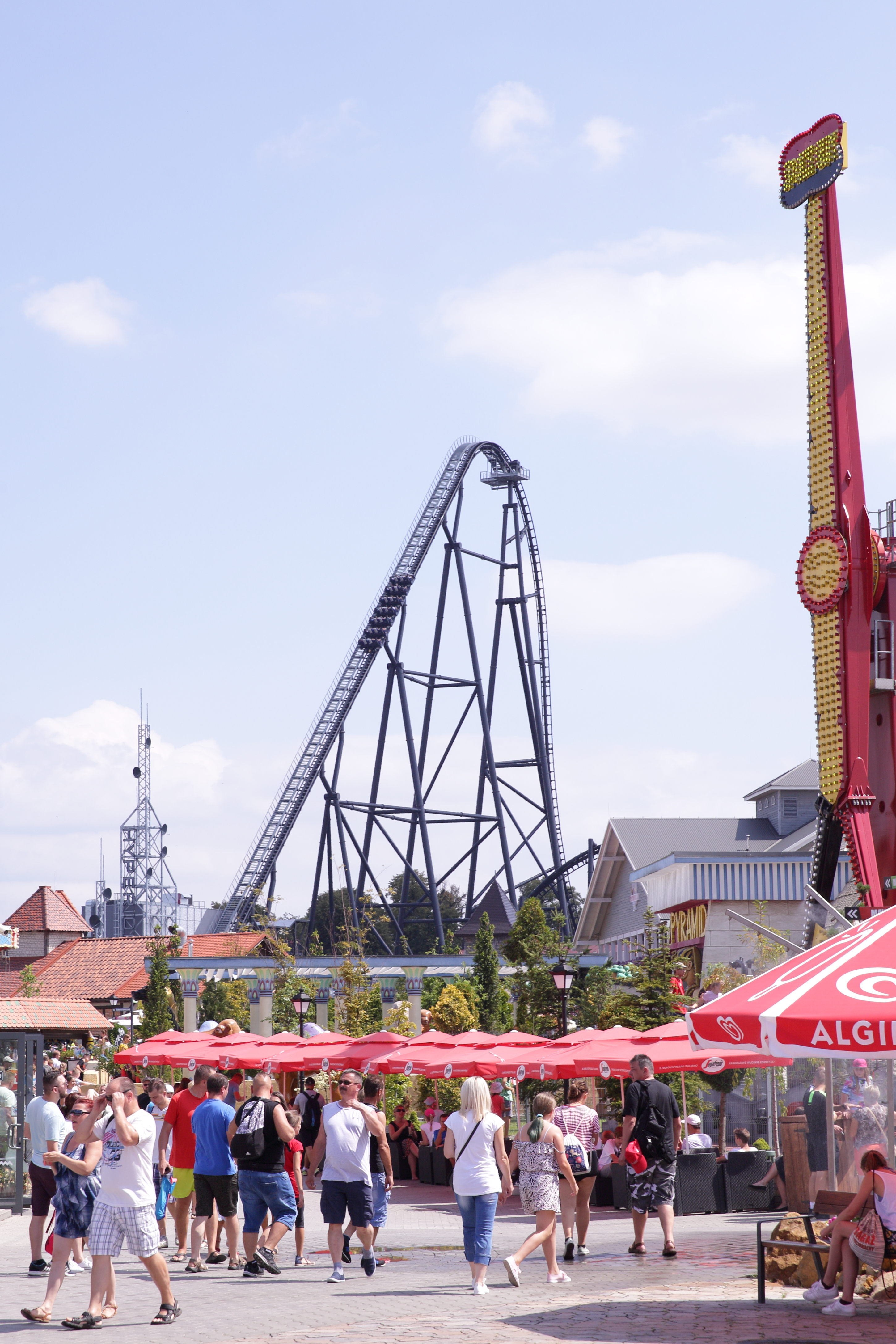
Hyperion à Energylandia
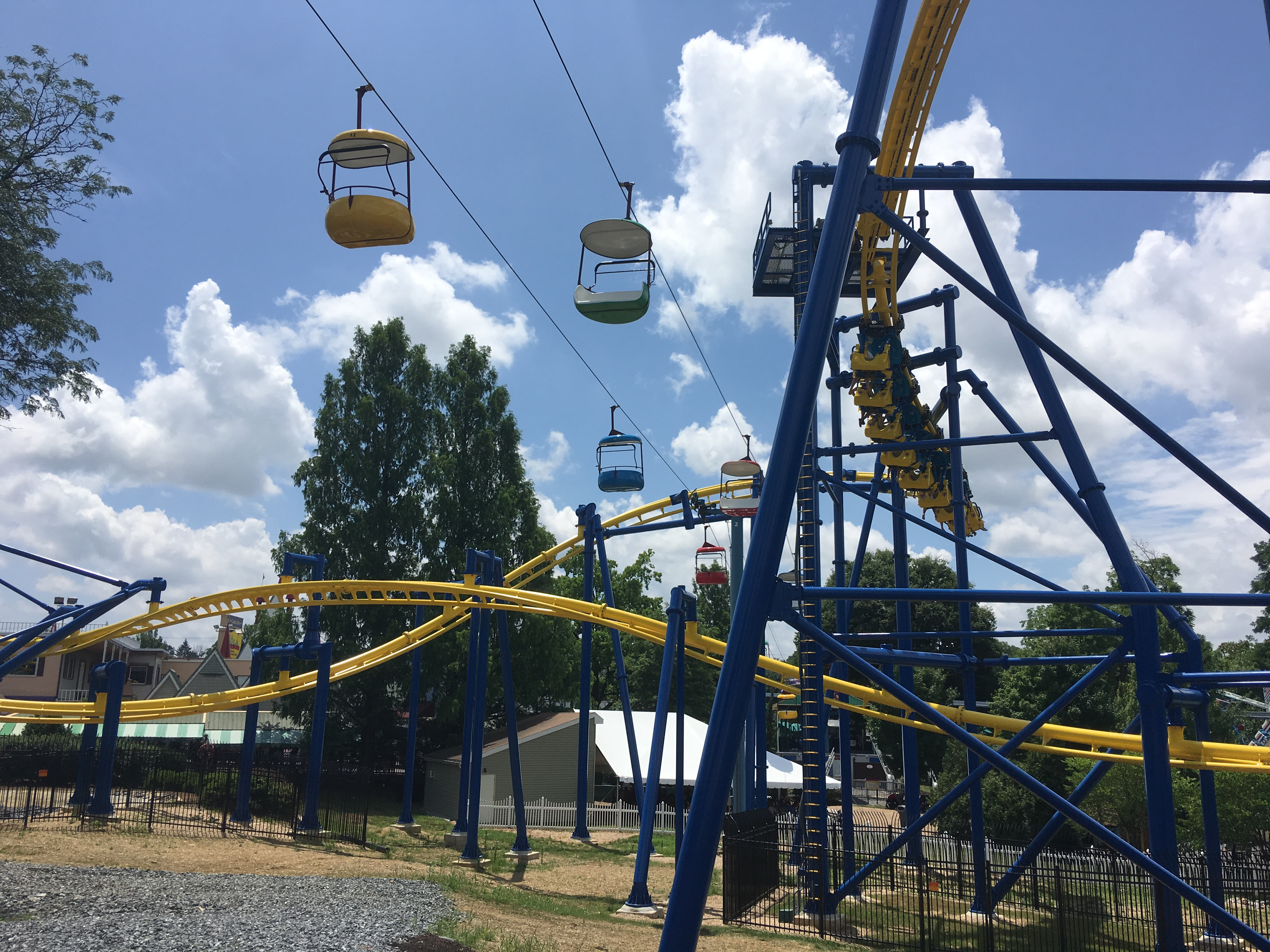
Merlin's Mayhem à Dutch Wonderland
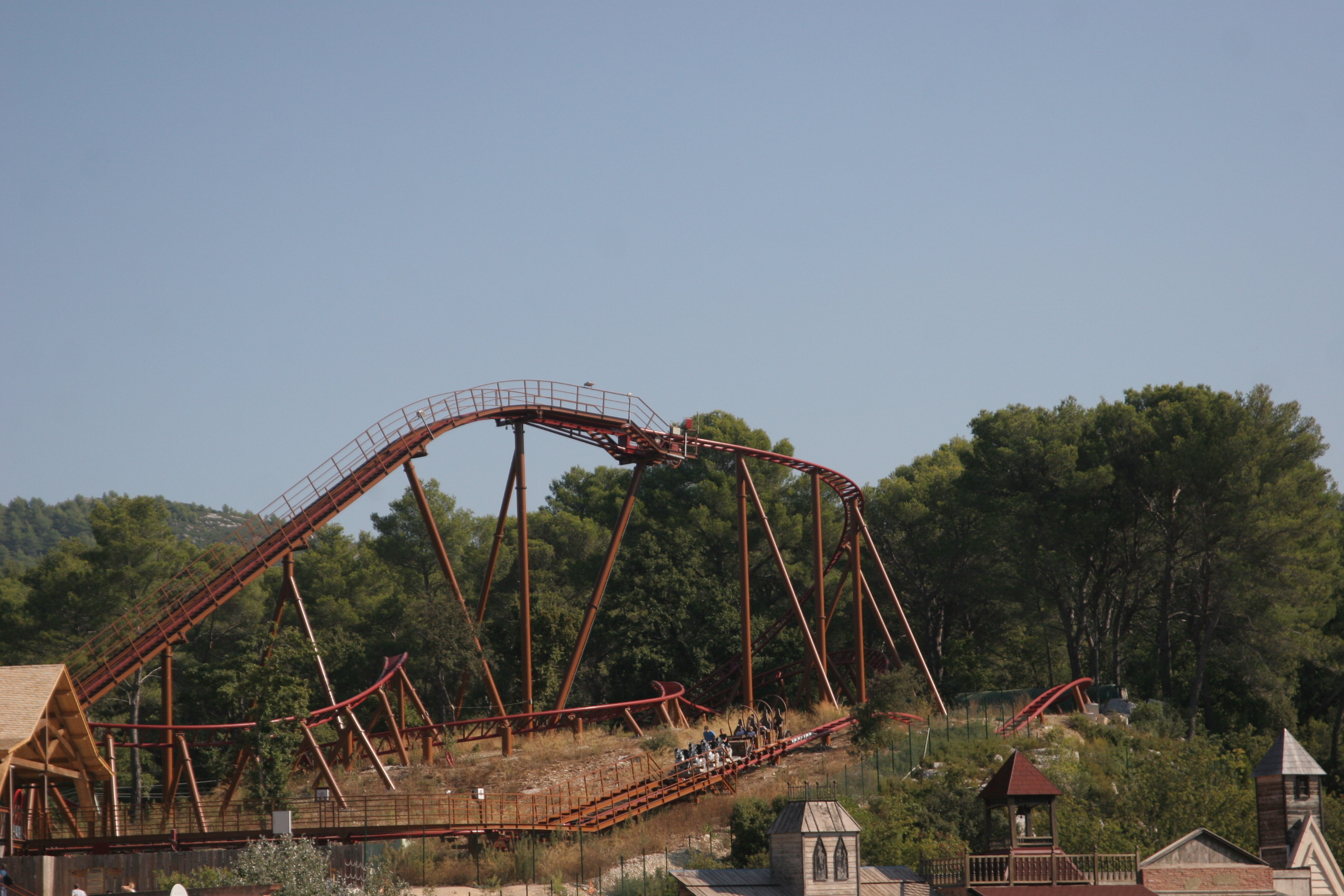
Pioneer à OK Corral
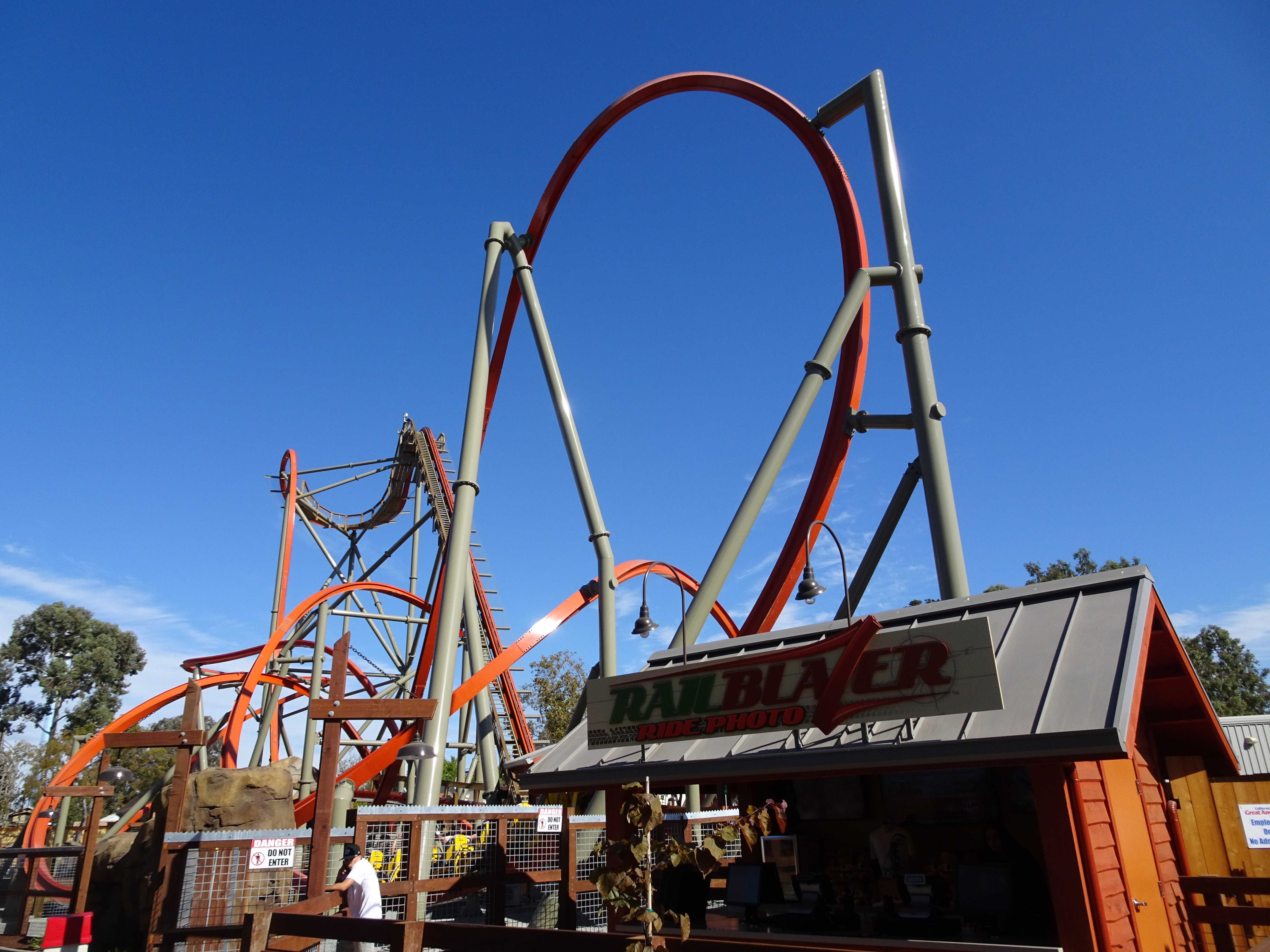
RailBlazer à California's Great America
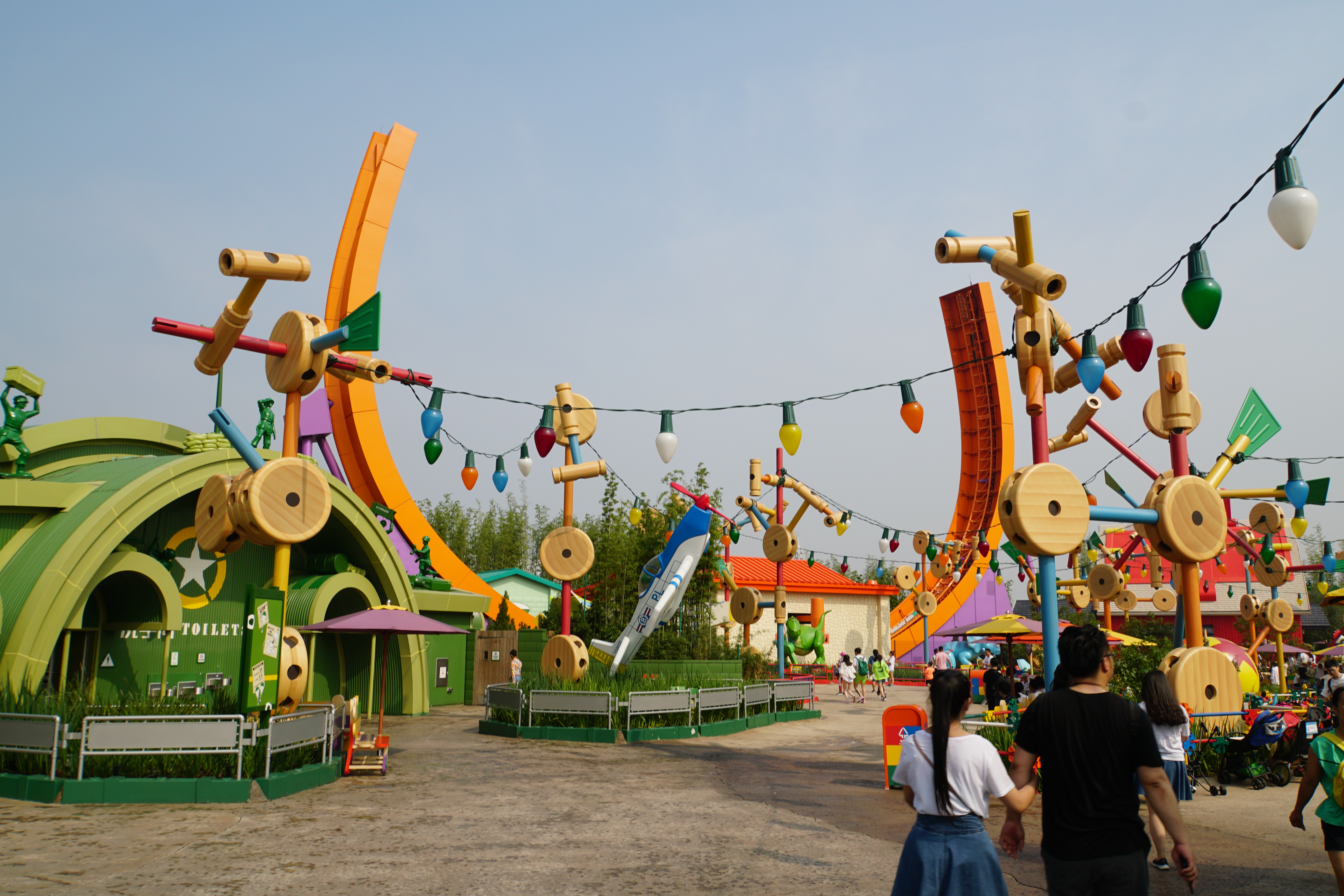
RC Racer à Shanghai Disneyland
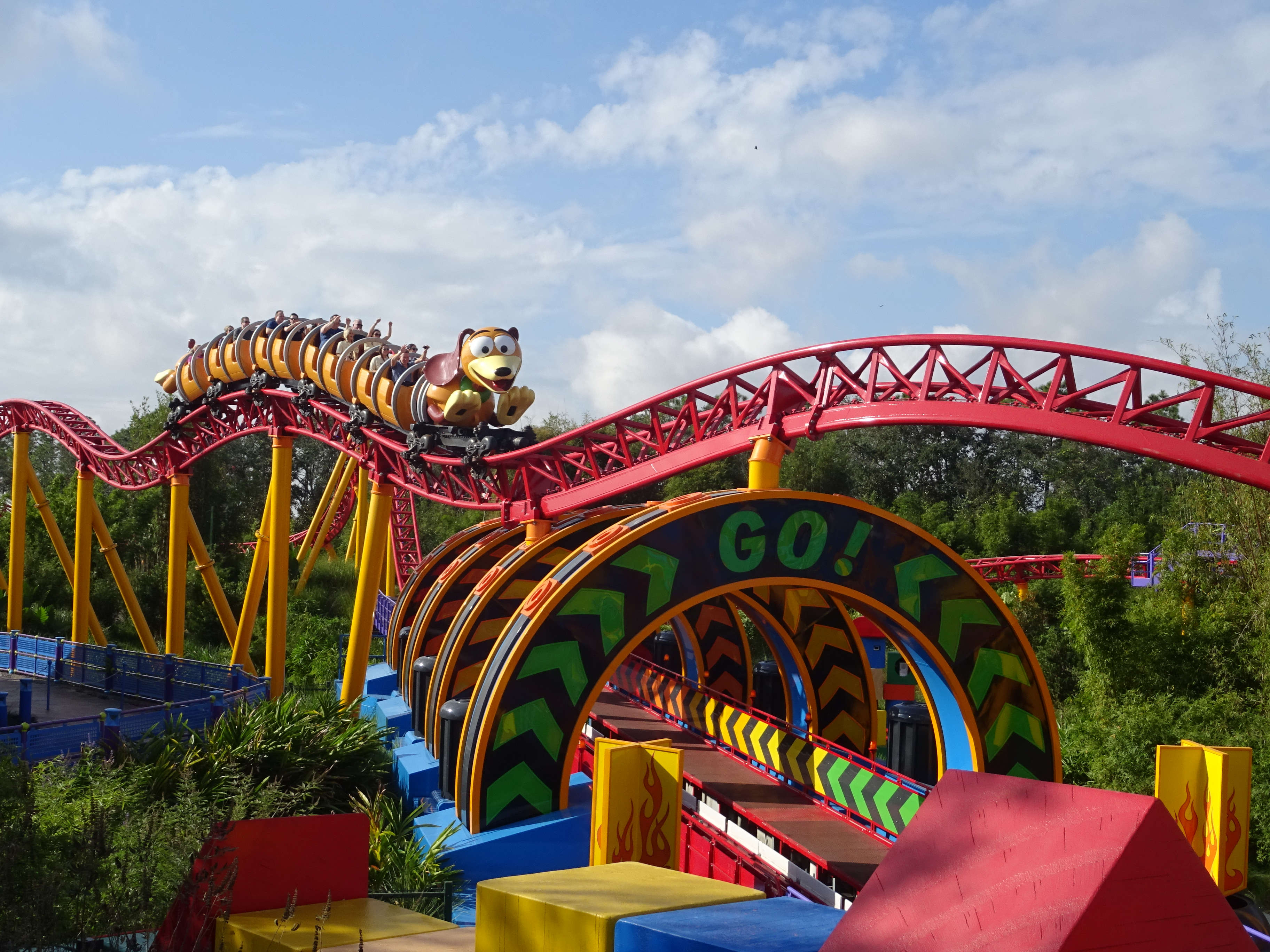
Slinky Dog Dash à Disney's Hollywood Studios
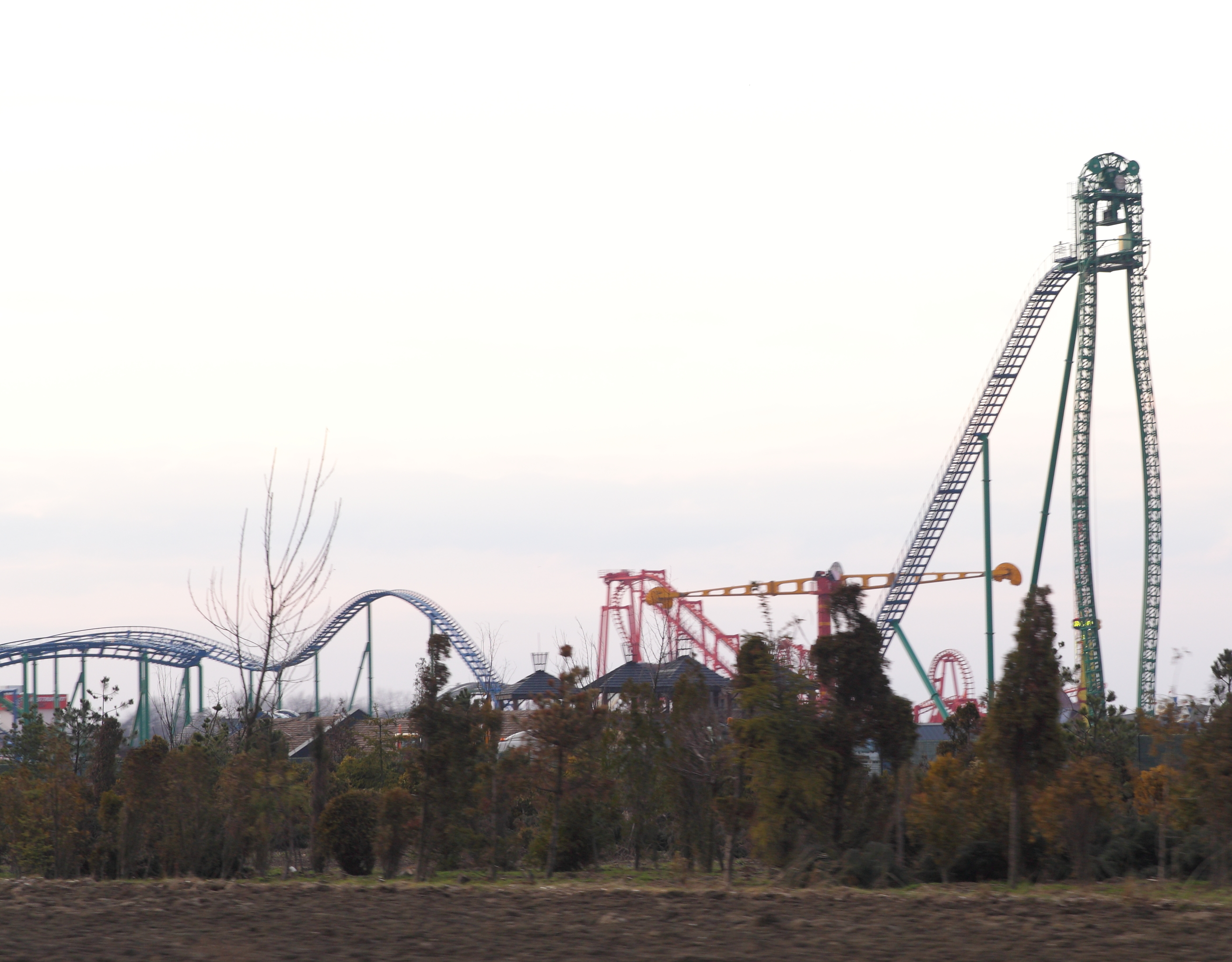
Speed à Energylandia
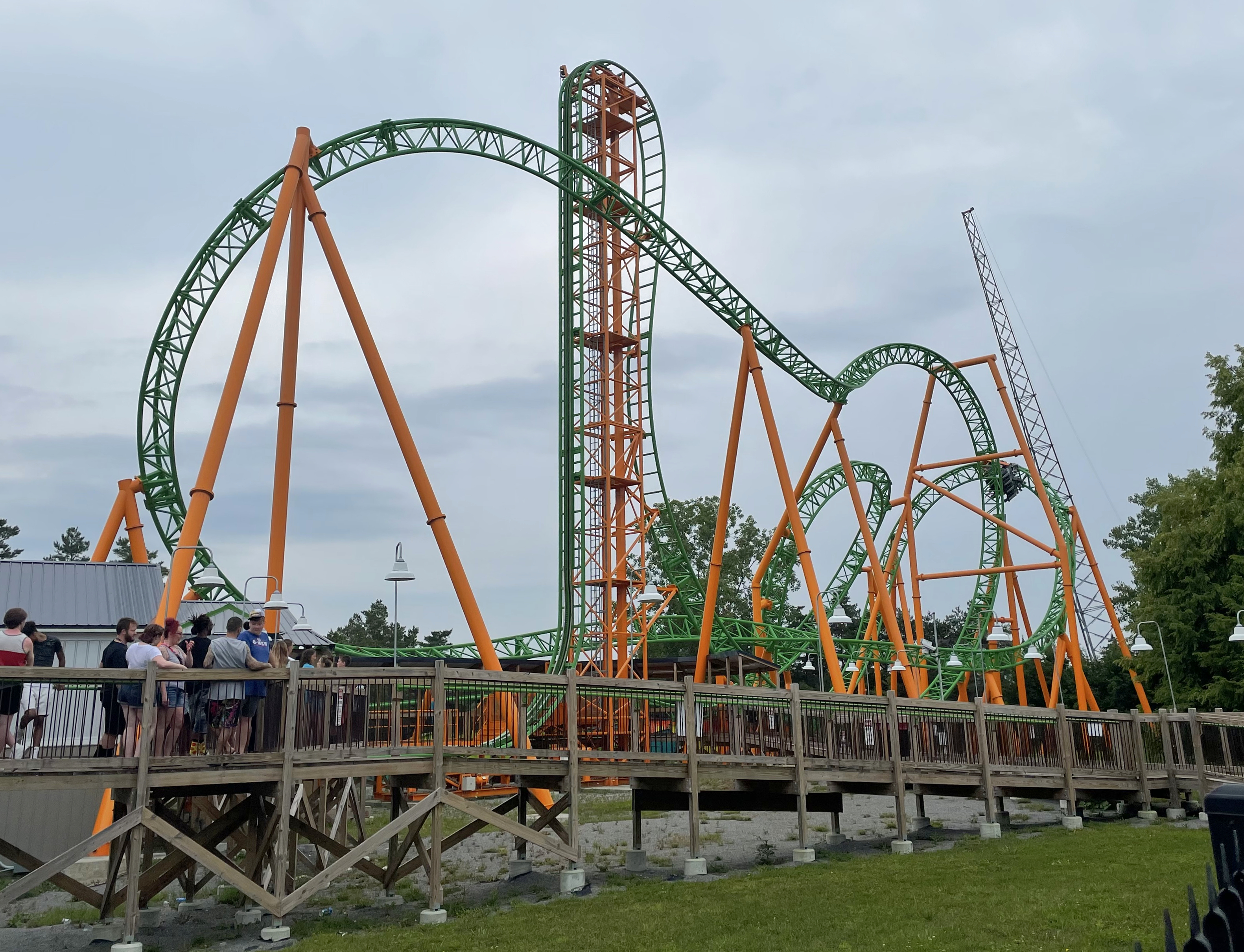
Tantrum à Darien Lake
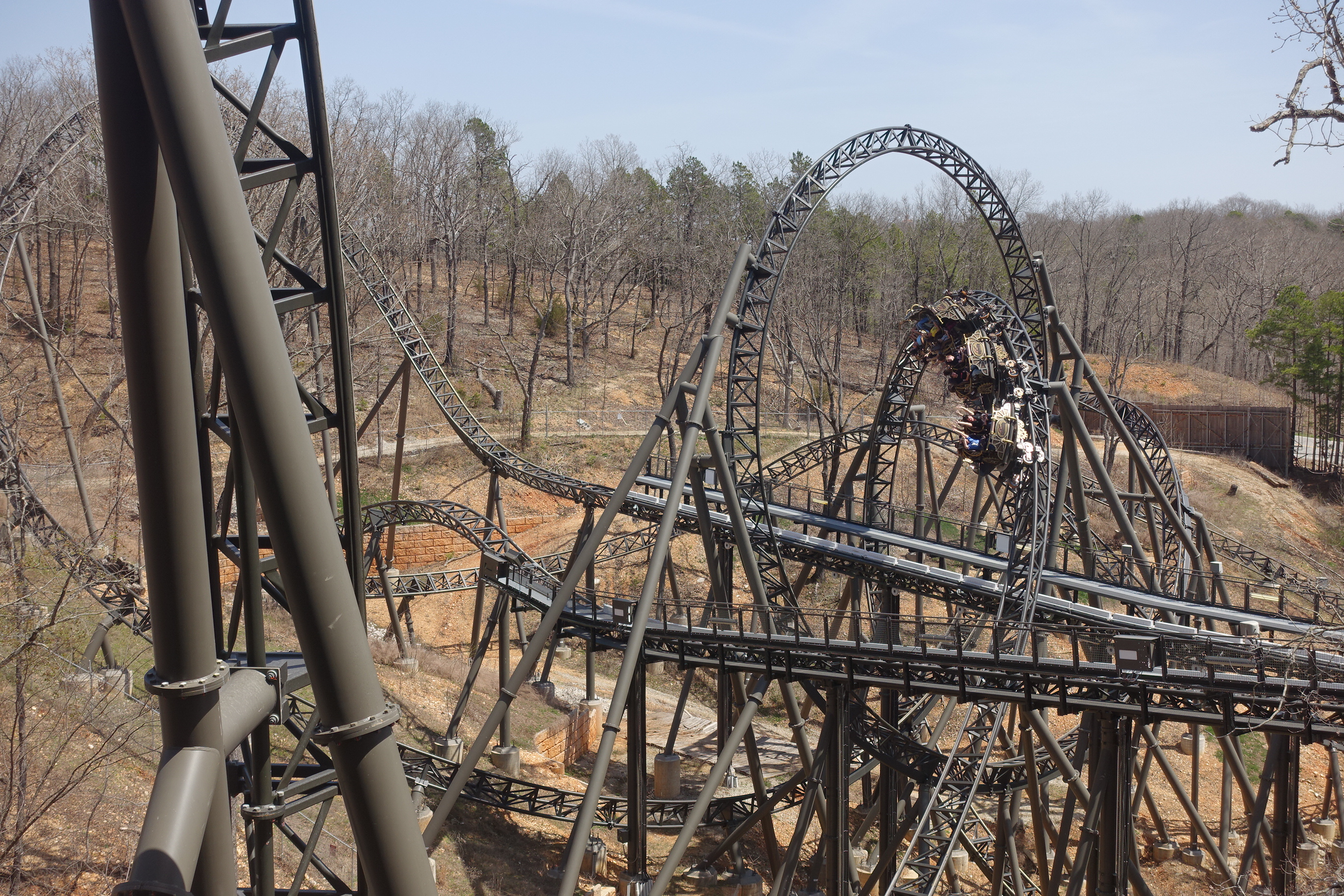
Time Traveler à Silver Dollar City
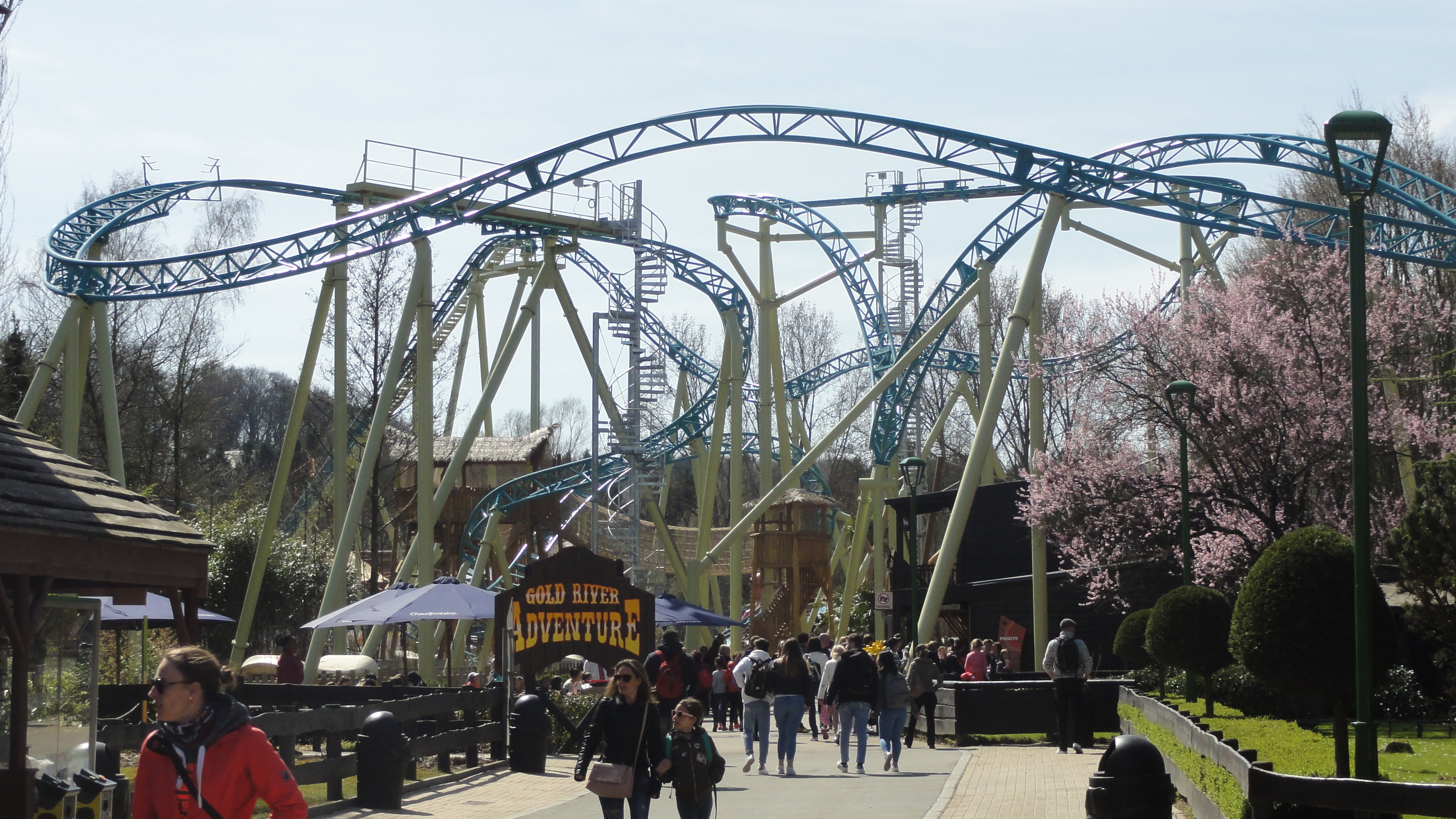
Tiki-Waka à Walibi Belgium
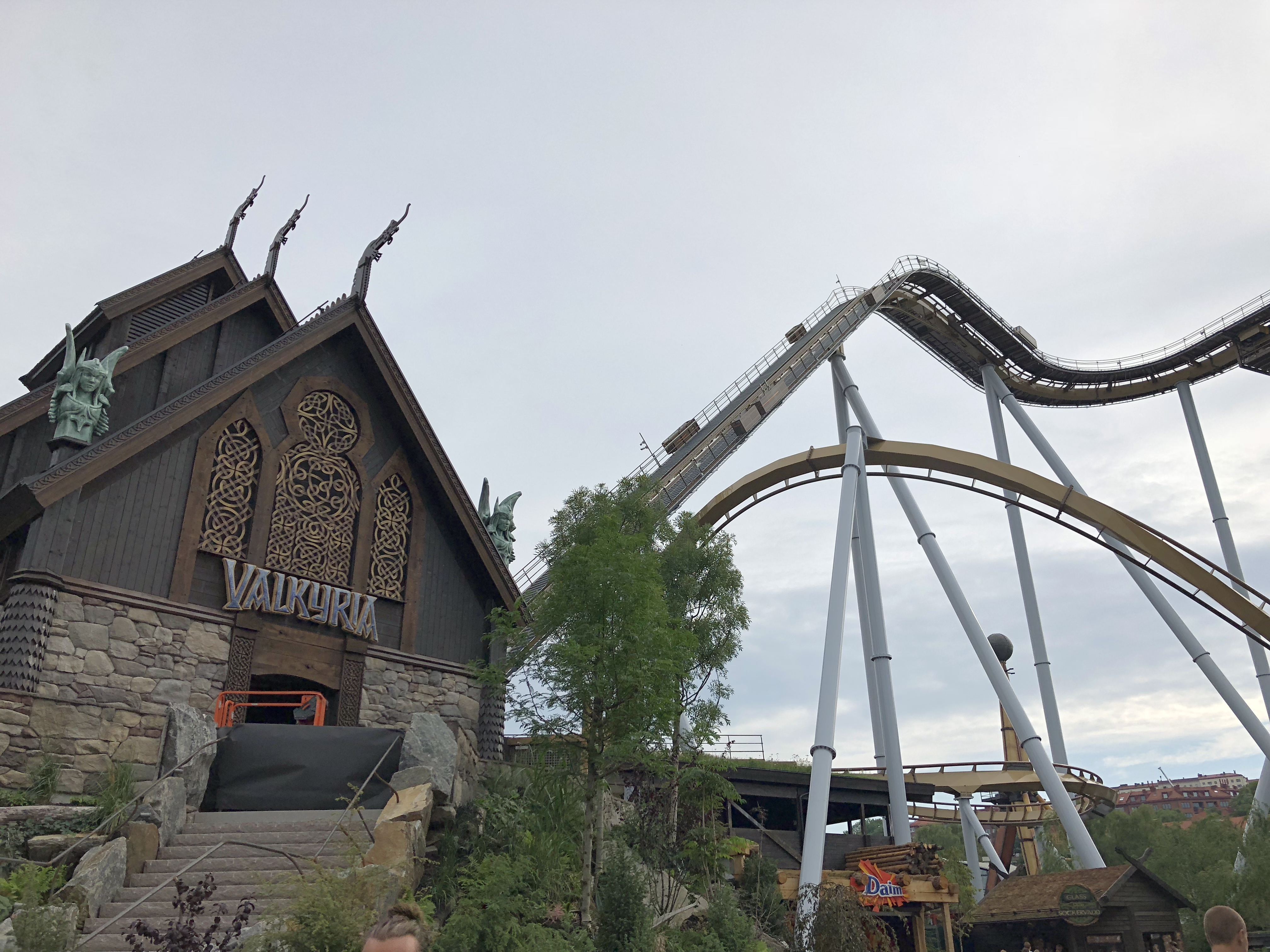
Valkyria à Liseberg
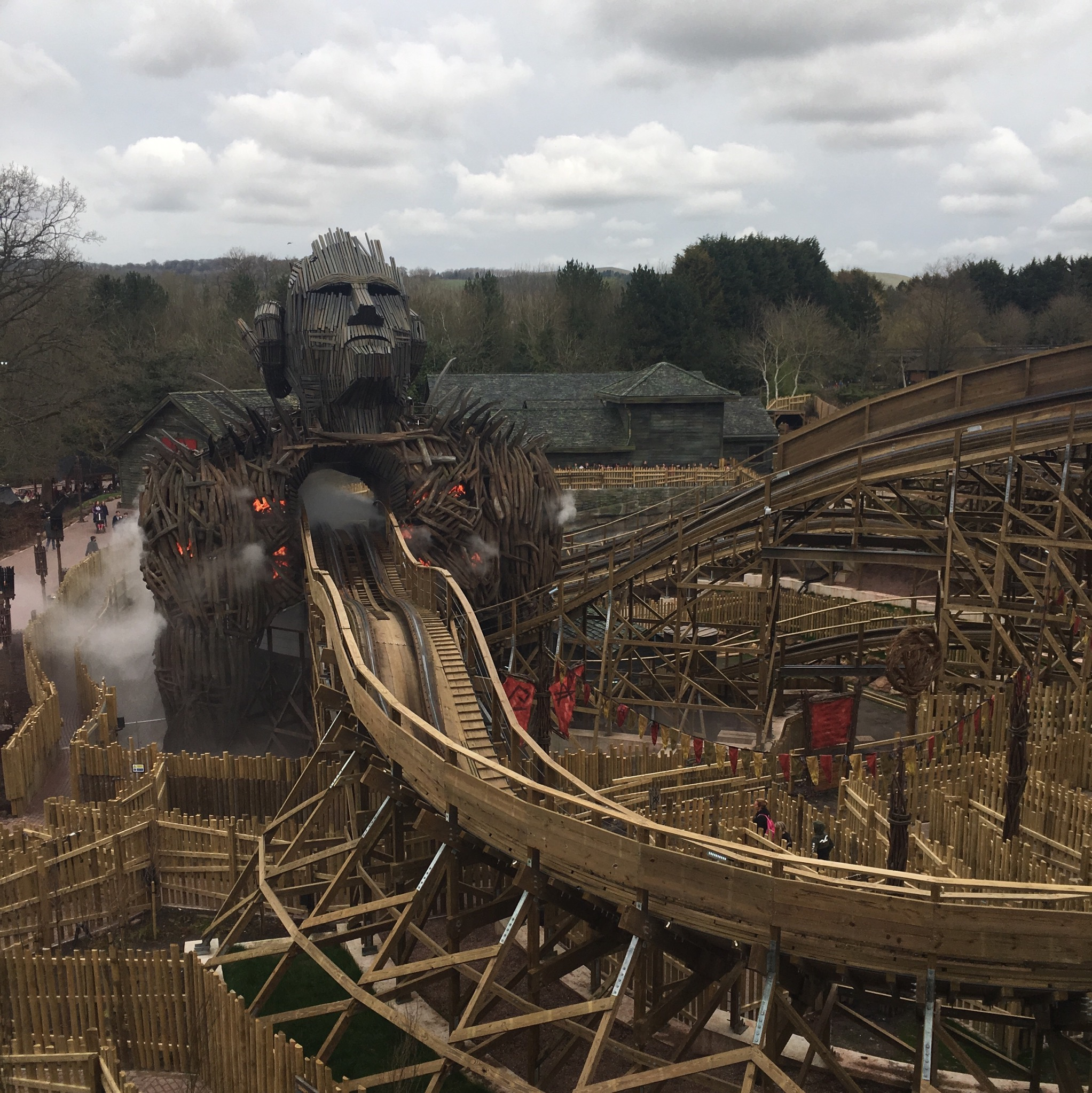
Wicker Man à Alton Towers
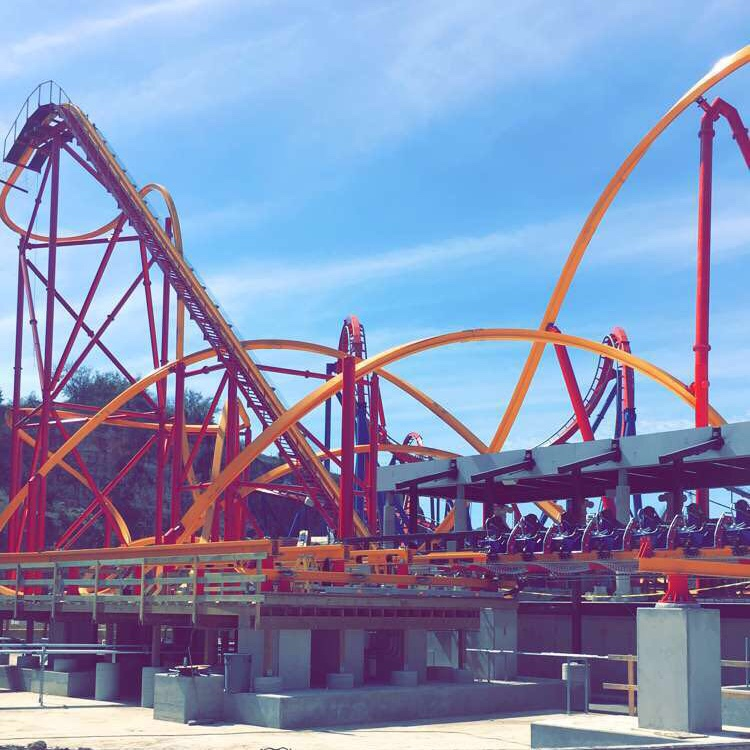
Wonder Woman Golden Lasso Coaster à Six Flags Fiesta Texas
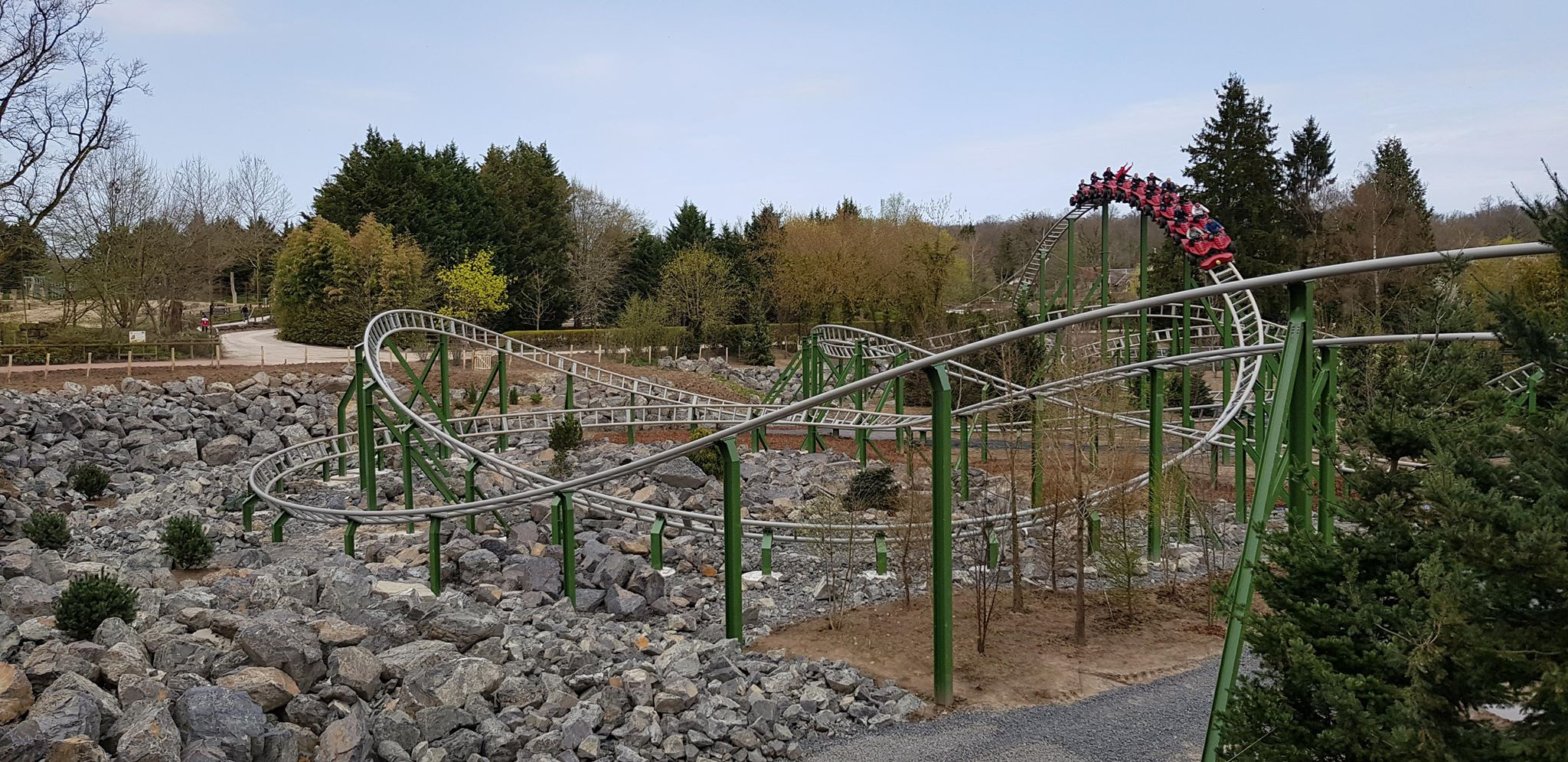
Yukon Quad au Pal

### Autres attractions
| Nom                                     | Type / Modèle                            | Constructeur                                 | Parc                         | Pays                |
| --------------------------------------- | ---------------------------------------- | -------------------------------------------- | ---------------------------- | ------------------- |
| Aéro Champignac                         | Chaises volantes                         | Zierer                                       | Parc Spirou                  | France              |
| Air Force                               | Air Race                                 | Zamperla                                     | Dreamland Margate            | Royaume-Uni         |
| Alien Swirling Saucers                  | Demolition Derby                         | Zamperla                                     | Disney's Hollywood Studios   | États-Unis          |
| Almjodler                               | Tour de chute                            | Zierer                                       | Familypark                   | Autriche            |
| Ani-Mayhem                              | Parcours scénique interactif             |                                              | Warner Bros. World Abu Dhabi | Émirats arabes unis |
| Apple's Wheel                           | Grande roue junior                       | Zamperla                                     | Parc du Bocasse              | France              |
| Apollo Side car                         | Apollo Sidecars                          | Technical Park                               | Didi'Land                    | France              |
| Baby Flum                               | Bûches junior                            | Soquet                                       | Didi'Land                    | France              |
| Balloon Race                            | Samba Balloon                            | Zamperla                                     | Walibi Rhône-Alpes           | France              |
| Barcos del Mar                          | Apollo Sidecars                          | Technical Park                               | Hansa-Park                   | Allemagne           |
| Batman: Knight Flight                   | Parcours scénique                        | Dynamic Structures                           | Warner Bros. World Abu Dhabi | Émirats arabes unis |
| Bauernhof Karussell                     | Carrousel                                | Wood Design                                  | Holiday Park                 | Allemagne           |
| Bazyliszek                              | Parcours scénique interactif             | Alterface / Joravision / ETF                 | Legendia                     | Pologne             |
| Carrousel (le)                          | Carrousel                                | Concept 1900                                 | Parc Bagatelle               | France              |
| Condor (le)                             | Chaises volantes                         | Zierer                                       | La Mer de sable              | France              |
| CraZanity                               | Frisbee (attraction)                     | Zamperla                                     | Six Flags Magic Mountain     | États-Unis          |
| Crazy Butterfly                         | Crazy Bus                                | Zamperla                                     | Parc du Bocasse              | France              |
| Crazy Pistons                           | Fly Over                                 | SBF Visa Group                               | Ferrari Land                 | Espagne             |
| Cyborg Cyber Spin                       | Tourbillon                               | ABC Engineering                              | Six Flags Great Adventure    | États-Unis          |
| Deep Sea Adventure Submarine            | Parcours scénique                        | Mack Rides                                   | Legoland California          | États-Unis          |
| Delirious                               | Super Loop                               | Larson International                         | Valleyfair                   | États-Unis          |
| Dock'N Roll                             | Rockin' Tug                              | Zamperla                                     | Walibi Rhône-Alpes           | France              |
| Drakkar Storm                           | Bateau à bascule                         | SBF Visa Group                               | Le Fleury                    | France              |
| Dreamland Drop                          | Tour de chute                            | Zamperla                                     | Dreamland Margate            | Royaume-Uni         |
| Enterprise                              | Endeavour                                | Zamperla                                     | Dreamland Margate            | Royaume-Uni         |
| Epée d'Odin (l')                        | Tour de chute                            | SBF Visa Group                               | Le Fleury                    | France              |
| Fantasio Rodéo                          | Kontiki                                  | Zierer                                       | Parc Spirou                  | France              |
| Fast & Furious Supercharged             | Parcours scénique 3D                     | Oceaneering International                    | Universal Studios Florida    | États-Unis          |
| Flying Race                             | Manège avion                             | SBF Visa Group                               | Ferrari Land                 | Espagne             |
| Freeze Ray Sliders                      | Demolition Derby                         | Zamperla                                     | Universal Studios Japan      | Japon               |
| Gaffe à Gaston                          | Cinéma 4-D type Stargazer Motion Theatre | Simworx                                      | Parc Spirou                  | France              |
| Grampy Rabbit's Sailing Club            | Parcours en bouées                       | Mack Rides                                   | Paulton's Park               | Royaume-Uni         |
| Green Lantern: Galactic Odyssey         | Flying theater                           | Brogent Technologies                         | Warner Bros. World Abu Dhabi | Émirats arabes unis |
| Harley Quinn Spinsanity                 | Tourbillon                               | ABC Engineering                              | Six Flags Over Texas         | États-Unis          |
| Harley Quinn Spinsanity                 | Frisbee (attraction)                     | Zamperla                                     | Six Flags New England        | États-Unis          |
| Houba                                   | Tours de chute junior                    | Zierer                                       | Parc Spirou                  | France              |
| Hurricane                               | Star Flyer                               | Zamperla                                     | Walibi Rhône-Alpes           | France              |
| Infinity Falls                          | Parcours de bouées                       | Intamin                                      | SeaWorld Orlando             | États-Unis          |
| Jurassic River                          | Bûches                                   | Technical Park                               | Cavallino Matto              | Italie              |
| Justice League: Battle for Metropolis   | Parcours scénique interactif             | Sally Corporation/ Oceaneering International | Parque Warner Madrid         | Espagne             |
| Justice League: Warworld Attacks        | Parcours scénique                        | Oceaneering International                    | Warner Bros. World Abu Dhabi | Émirats arabes unis |
| Karuzela Kwiatów                        | Manège avion                             | Zierer                                       | Majaland Kownaty             | Pologne             |
| Lumberjack                              | Hawk 48                                  | Zamperla                                     | Canada's Wonderland          | Canada              |
| Mardi Gras Hangover                     | Loop coaster                             | Lanson International                         | Six Flags Great America      | États-Unis          |
| Marsu Palombia                          | Manège avion                             | Zierer                                       | Parc Spirou                  | France              |
| Marvin the Martian Crater Crashers      | Autos-tamponneuses                       | Zamperla                                     | Warner Bros. World Abu Dhabi | Émirats arabes unis |
| Mégalodon River                         | Bûches junior                            | Soquet                                       | Dino Zoo                     | France              |
| Merlin's Quest                          | Parcours en bateau                       | Mack Rides                                   | Toverland                    | Pays-Bas            |
| Mesozoïk Island                         | Immersive Tunnel                         | Simworx                                      | Parc Spirou                  | France              |
| Mias Elfenflug                          | WindstarZ                                | Zamperla                                     | Holiday Park                 | Allemagne           |
| Niorty                                  | Rockin' Tug                              | Zamperla                                     | Festyland                    | France              |
| Pandemonium                             | Freestyle                                | Chance Rides                                 | The Great Escape             | États-Unis          |
| Pendulum                                | Discovery                                | Zamperla                                     | Dreamland Margate            | Royaume-Uni         |
| Petite roue                             | Roue panoramique                         | Sartori                                      | La Ronde                     | Canada              |
| Pirate's Flight                         | Kite Flyer                               | Zamperla                                     | Parc du Bocasse              | France              |
| Pirateninsel                            | Bûches                                   | Mack Rides                                   | Eifelpark Gondorf            | Allemagne           |
| Pistone Tower                           | Tour de chute                            | SBF Visa Group                               | Kingoland                    | France              |
| Queens Flying Coach                     | Monorail                                 | Metallbau Emmeln                             | Paulton's Park               | Royaume-Uni         |
| Ricochet Racin’ with Taz                | The Whip                                 | Zamperla                                     | Warner Bros. World Abu Dhabi | Émirats arabes unis |
| Rivière des chèvres                     | Bûches                                   | Reverchon Industries                         | Jardin d'acclimatation       | France              |
| Rock'n'Roller                           | Music Express                            | Zamperla                                     | Kentucky Kingdom             | États-Unis          |
| Rock The Boat                           | Rockin' Tug                              | Zamperla                                     | Dreamland Margate            | Royaume-Uni         |
| Scarecrow Scare Raid                    | Air Race                                 | Zamperla                                     | Warner Bros. World Abu Dhabi | Émirats arabes unis |
| Schorsch Dino Abenteuer                 | Chevaux galopants                        | Metallbau Emmeln                             | Heide Park                   | Allemagne           |
| Scooby-Doo The Museum of Mysteries      | Parcours scénique                        |                                              | Warner Bros. World Abu Dhabi | Émirats arabes unis |
| Scream Xtreme                           | Endeavour                                | Zamperla                                     | Kentucky Kingdom             | États-Unis          |
| Sébastien Loeb Racing Xperience         | Expérience immersive 5D                  | FrayMedia                                    | Futuroscope                  | France              |
| Sky Voyager                             | Flying theater                           | Vekoma                                       | Dreamworld                   | Australie           |
| Slänggungan                             | Chaises volantes                         | Zierer                                       | Liseberg                     | Suède               |
| Slinky Dog Spin                         | Music Express                            | Intamin                                      | Shanghai Disneyland          | Chine               |
| Soaring Seagulls                        | Magic Bikes                              | Zamperla                                     | Dreamland Margate            | Royaume-Uni         |
| Space Shot Tower                        | Space Shot                               | S&S Worldwide                                | Conny-Land                   | Suisse              |
| Spip Jumper                             | Chevaux galopants                        | Metallbau Emmeln                             | Parc Spirou                  | France              |
| Spökjakten                              | Parcours scénique interactif             | Sally Corporation                            | Furuvik                      | Suède               |
| Squadron 33                             | Aerobat                                  | Technical Park                               | Dennlys Parc                 | France              |
| Stadlgaudi 4D                           | Parcours scénique interactif             | Lagotronics Projects                         | Bayern Park                  | Allemagne           |
| Swing Carrousel                         | Chaises volantes                         | Preston & Barbieri                           | Parc de Särkänniemi          | Finlande            |
| The Flintstones Bedrock River Adventure | Bûches                                   | WhiteWater West Industries                   | Warner Bros. World Abu Dhabi | Émirats arabes unis |
| The Jetsons Cosmic Orbiter              | Manège avion                             | Zamperla                                     | Warner Bros. World Abu Dhabi | Émirats arabes unis |
| The Riddler Revolution                  | Disk'O Coaster                           | Zamperla                                     | Warner Bros. World Abu Dhabi | Émirats arabes unis |
| Tik Tak                                 | Shake R5                                 | Mondial Rides                                | Jardins de Tivoli            | Danemark            |
| Tornade (la)                            | Giant Discovery                          | SBF Visa Group                               | Jardin des Bêtes             | France              |
| Tornado (le)                            | Pieuvre                                  | Zamperla                                     | La Mer de sable              | France              |
| Tourbillon (le)                         | Tilt-A-Whirl                             | Larson International                         | La Ronde                     | Canada              |
| Tweety Wild Wockets                     | Manège avion                             | Zamperla                                     | Warner Bros. World Abu Dhabi | Émirats arabes unis |
| Up and Away                             | Samba Balloon                            | Zamperla                                     | Dreamland Margate            | Royaume-Uni         |
| Woodside 66                             | Apollo Sidecars                          | Technical Park                               | Parc touristique des Combes  | France              |
| Woody's Round-Up                        | Demolition Derby                         | Zamperla                                     | Shanghai Disneyland          | Chine               |
| Zabeilles (les)                         | Flying Fish                              | Zierer                                       | Nigloland                    | France              |

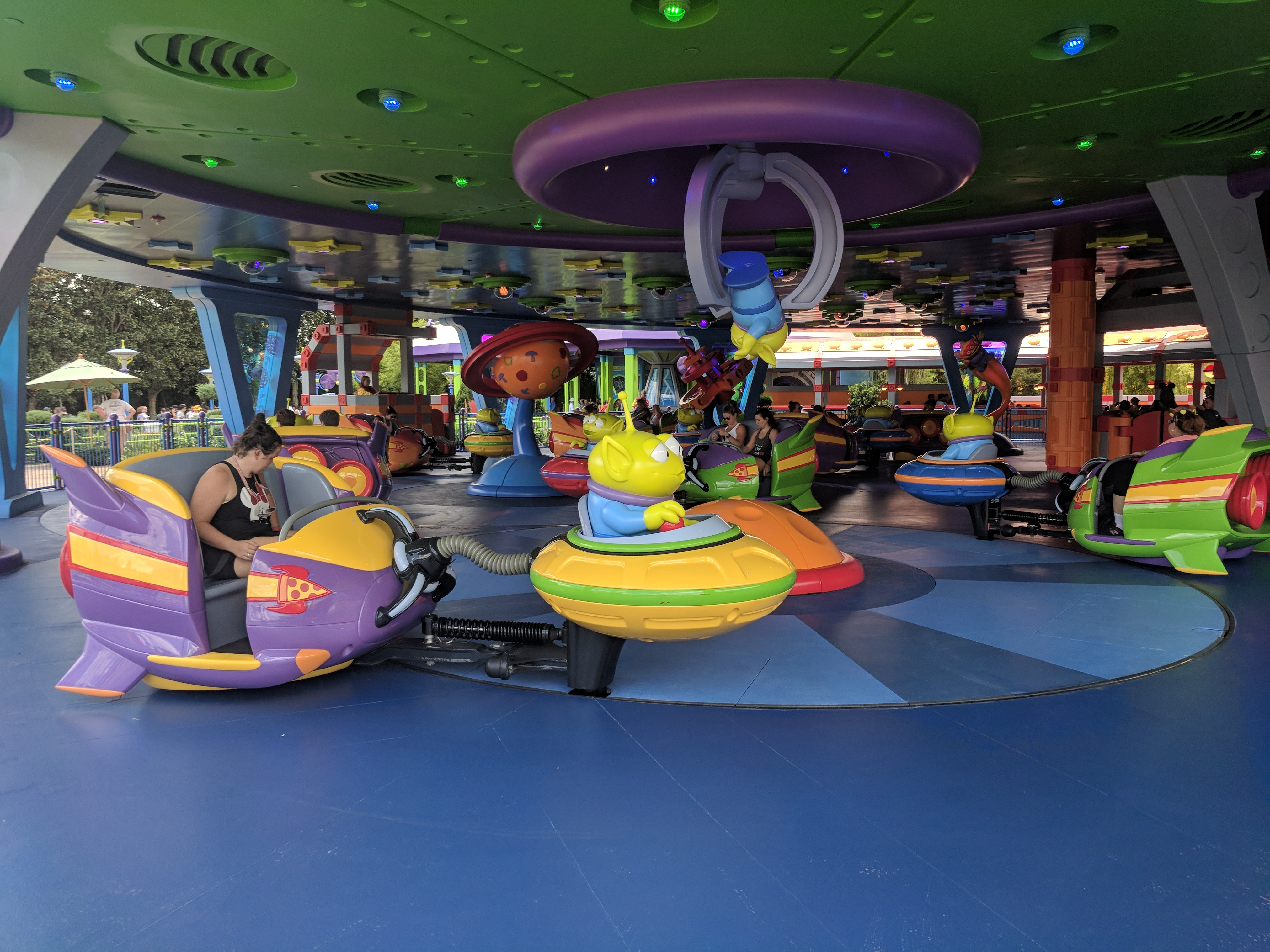
Alien Swirling Saucers à Disney's Hollywood Studios
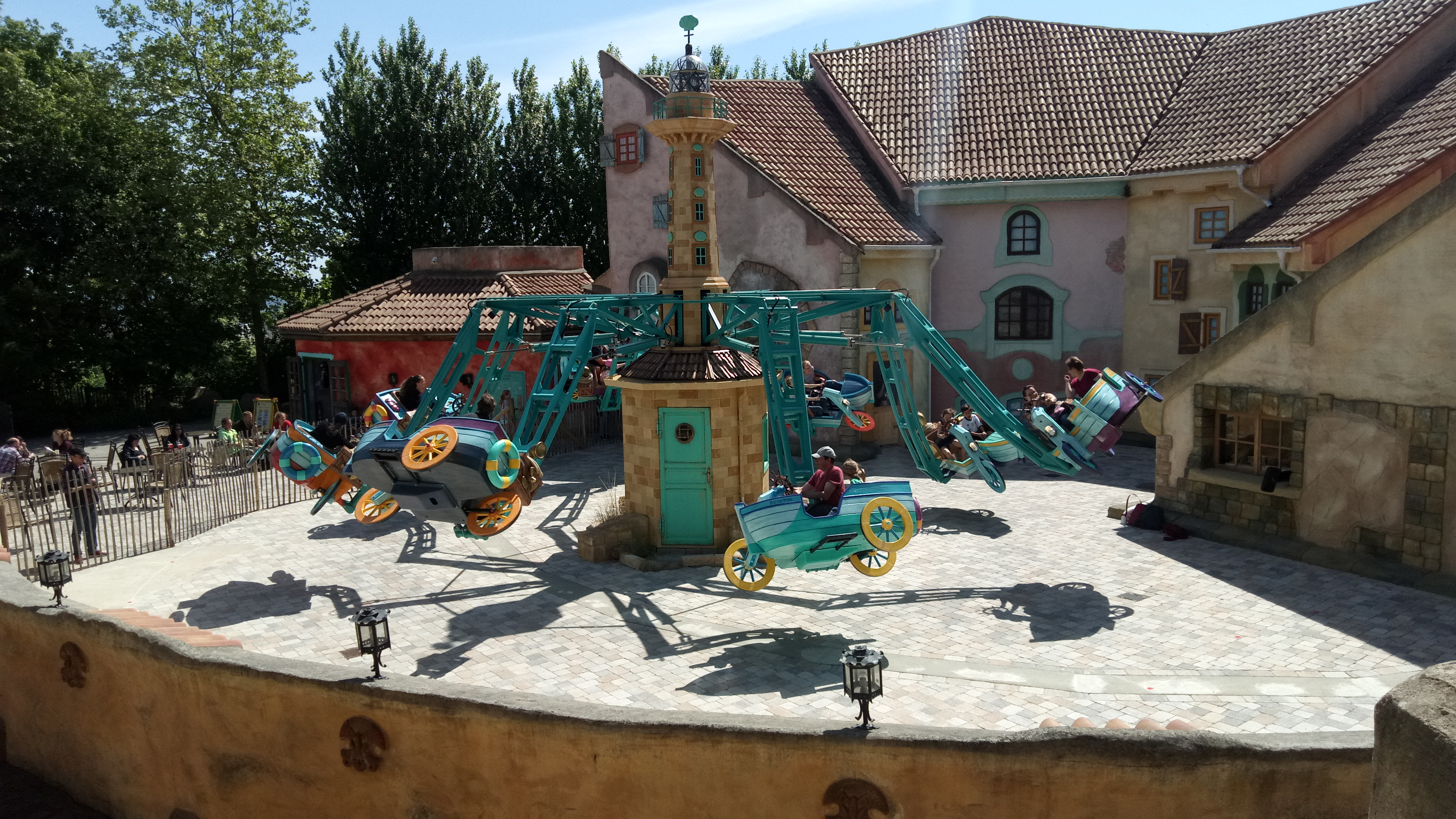
Barcos del Mar à Hansa-Park
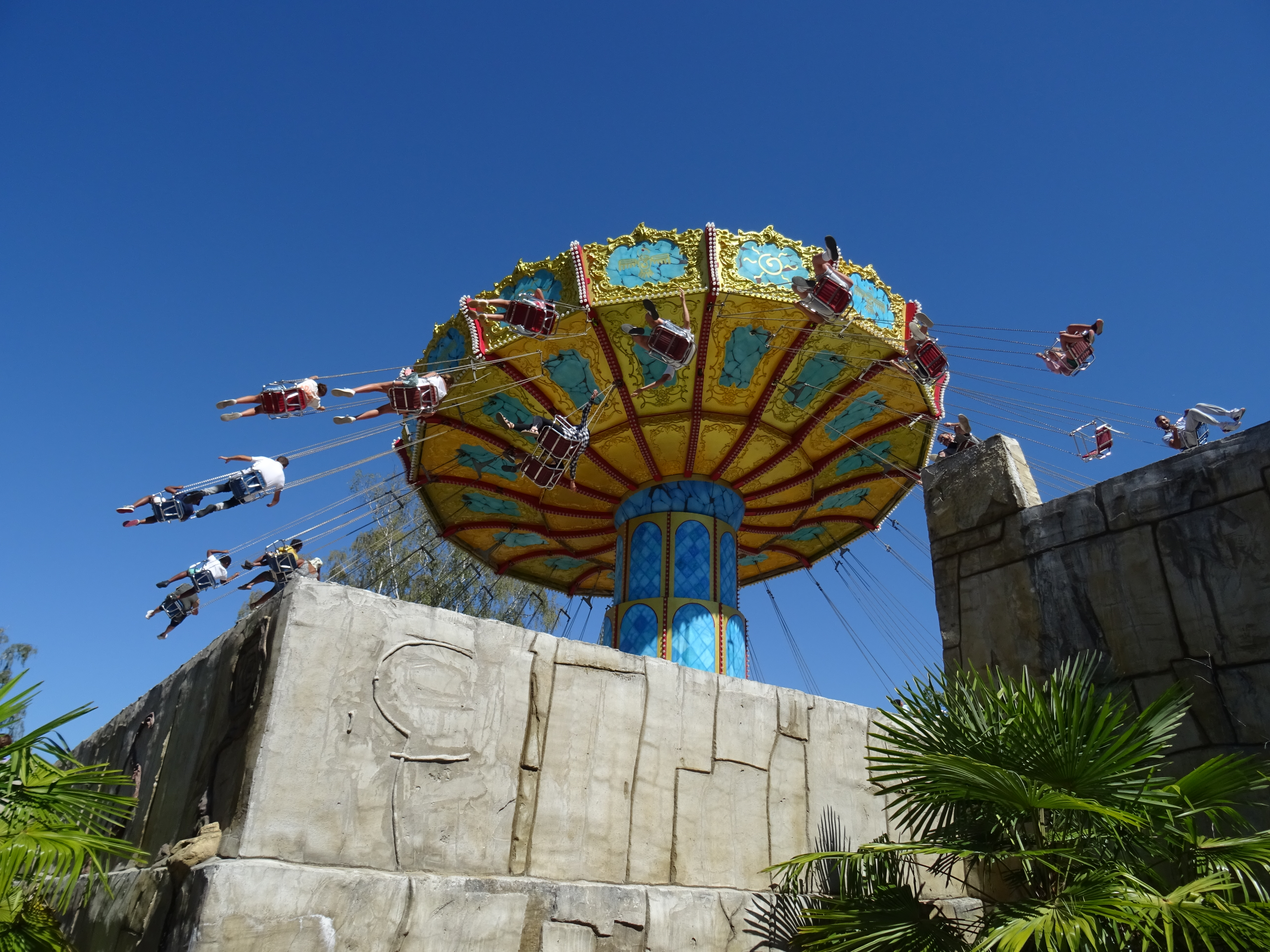
El Condor à La Mer de sable
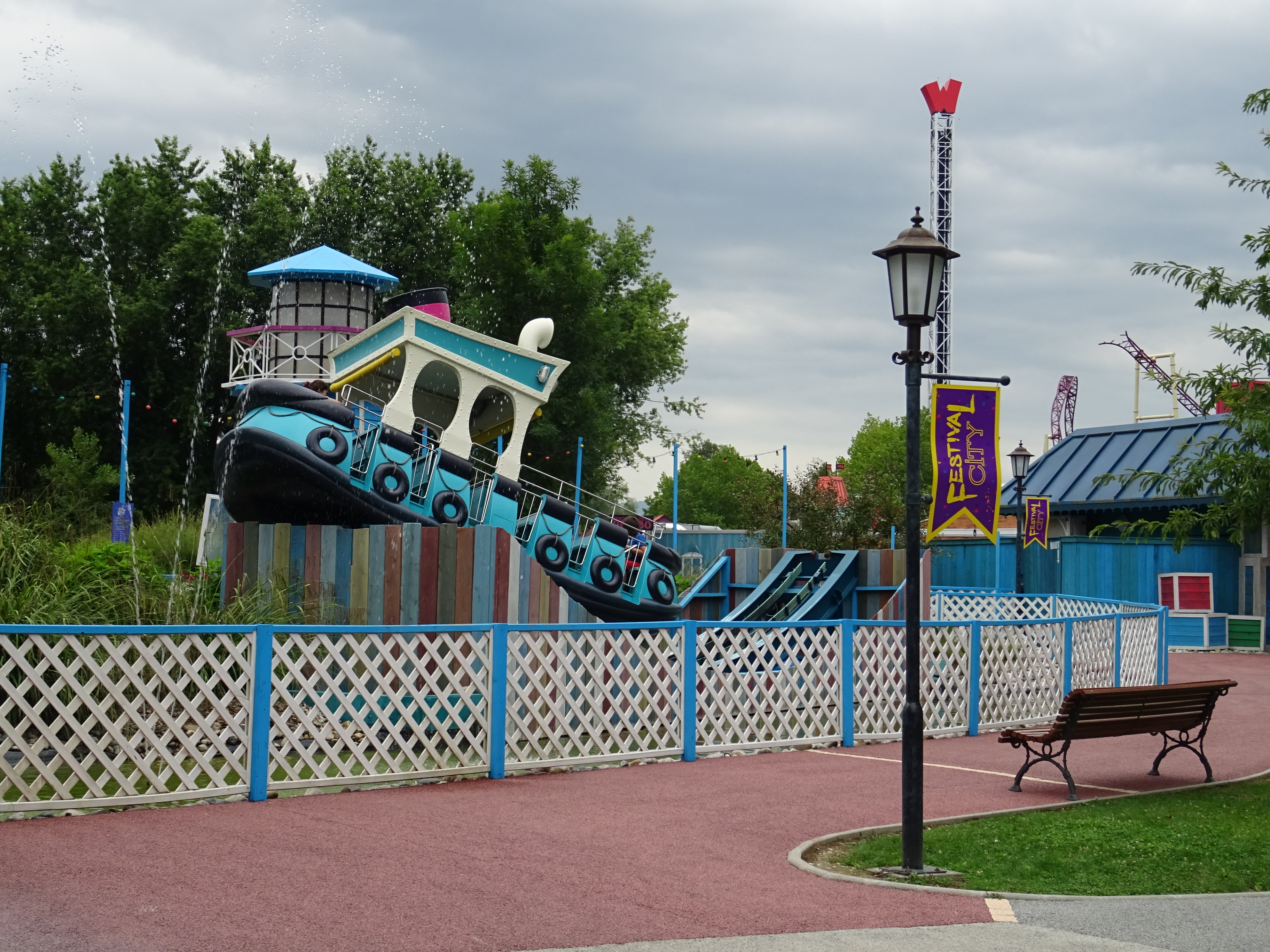
Dock'N Roll à Walibi Rhône-Alpes
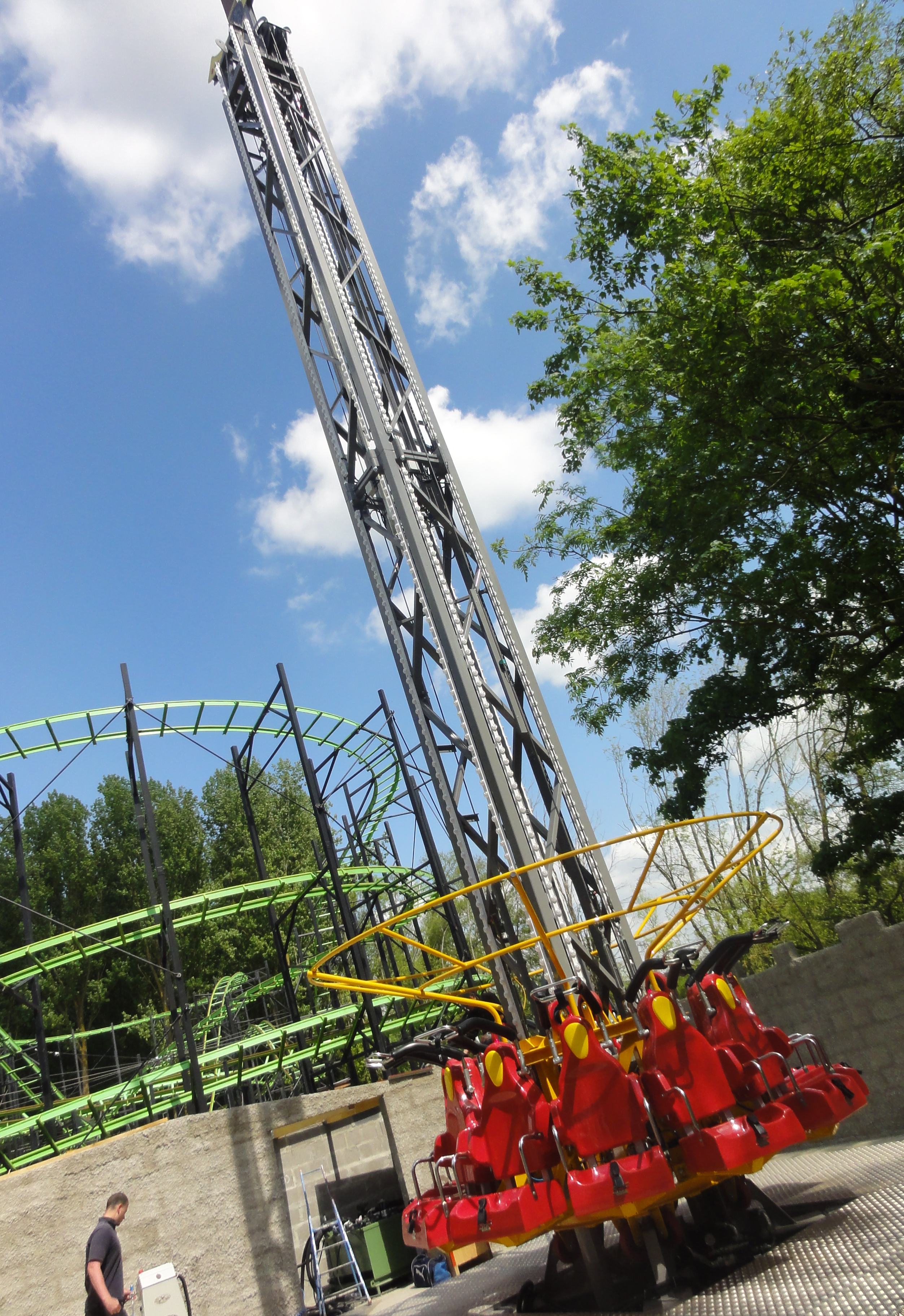
L'Épée d'Odin au parc Le Fleury
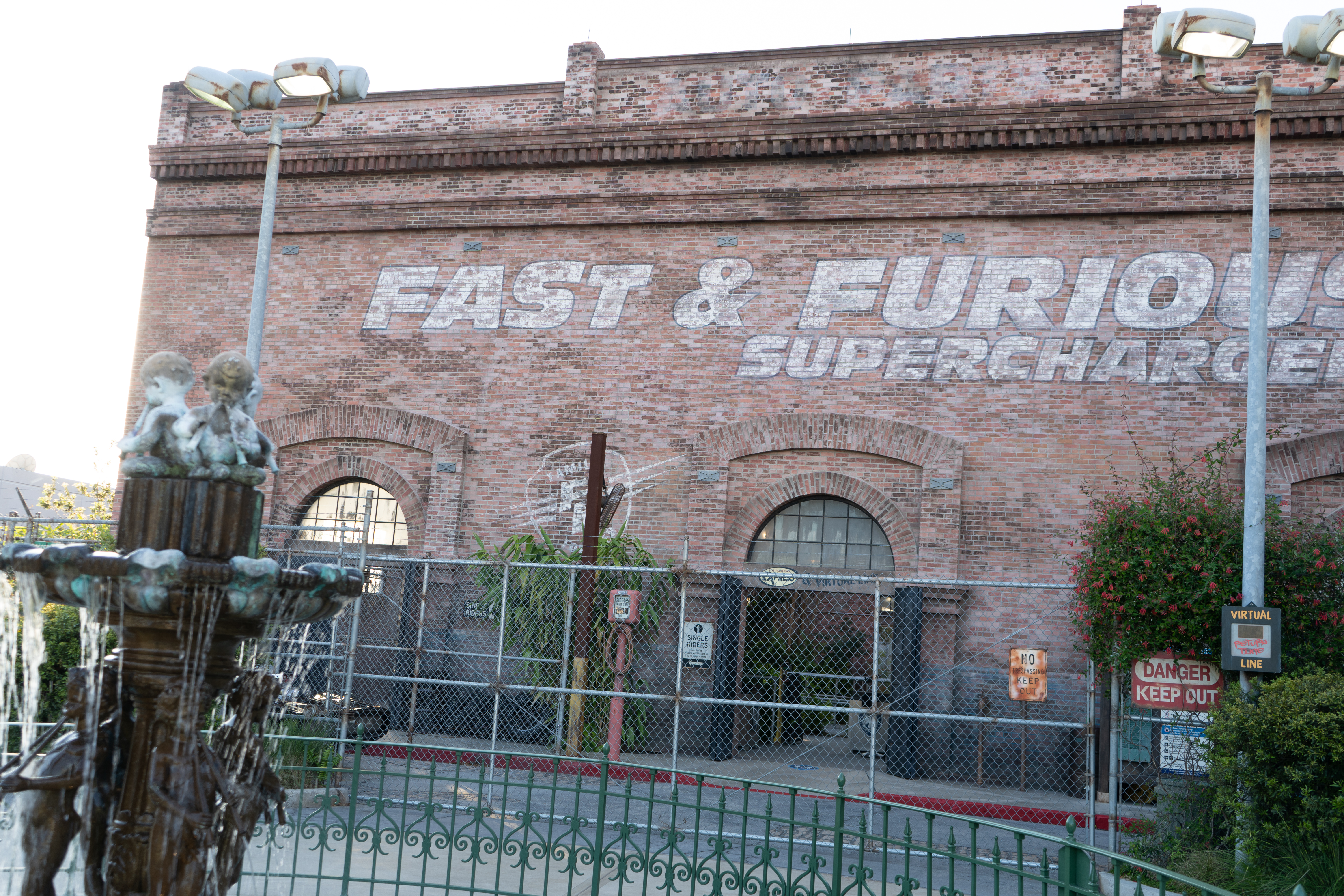
Fast & Furious: Supercharged à Universal Studios Florida
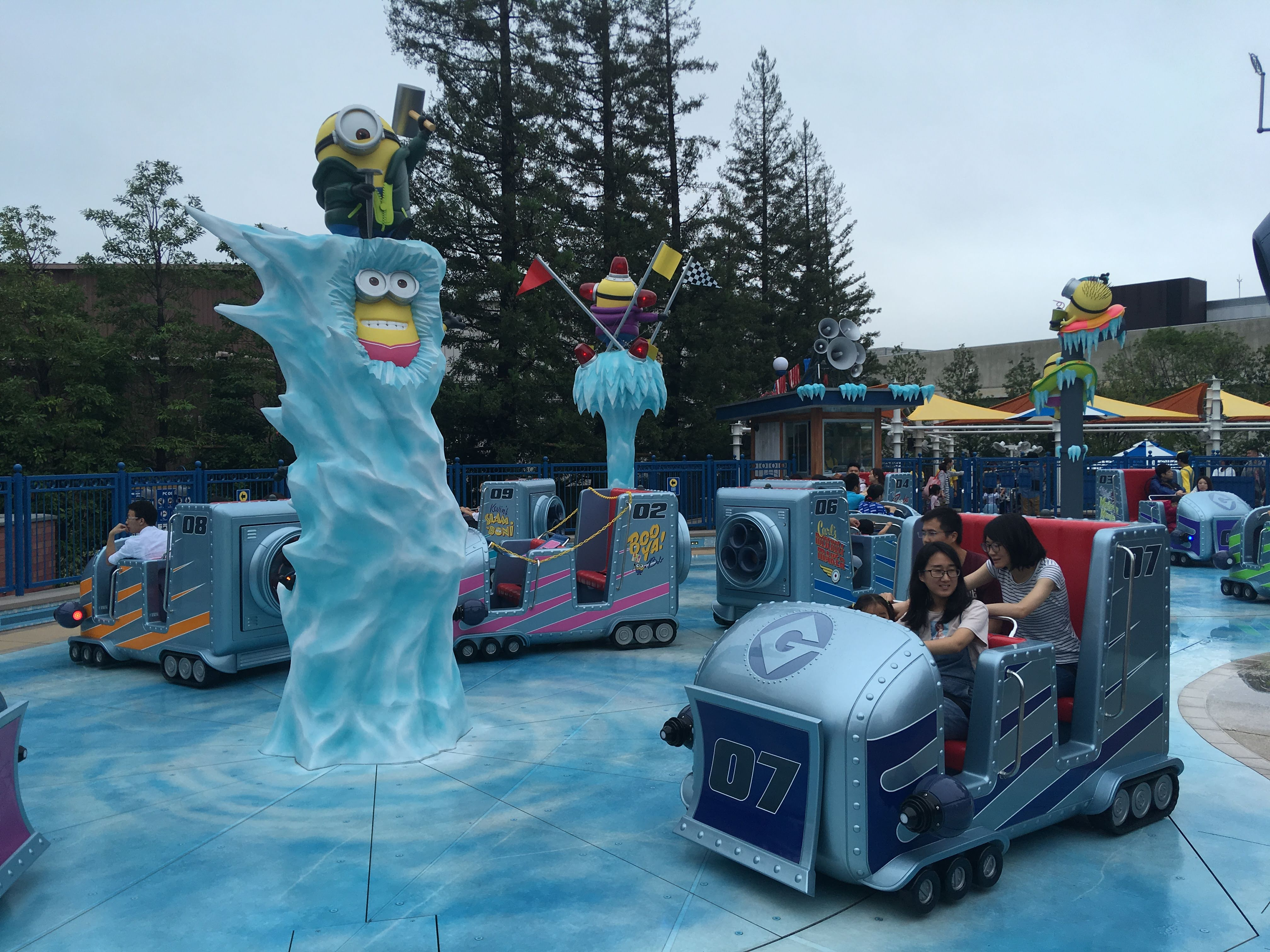
Freeze Ray Sliders à Universal Studios Japan
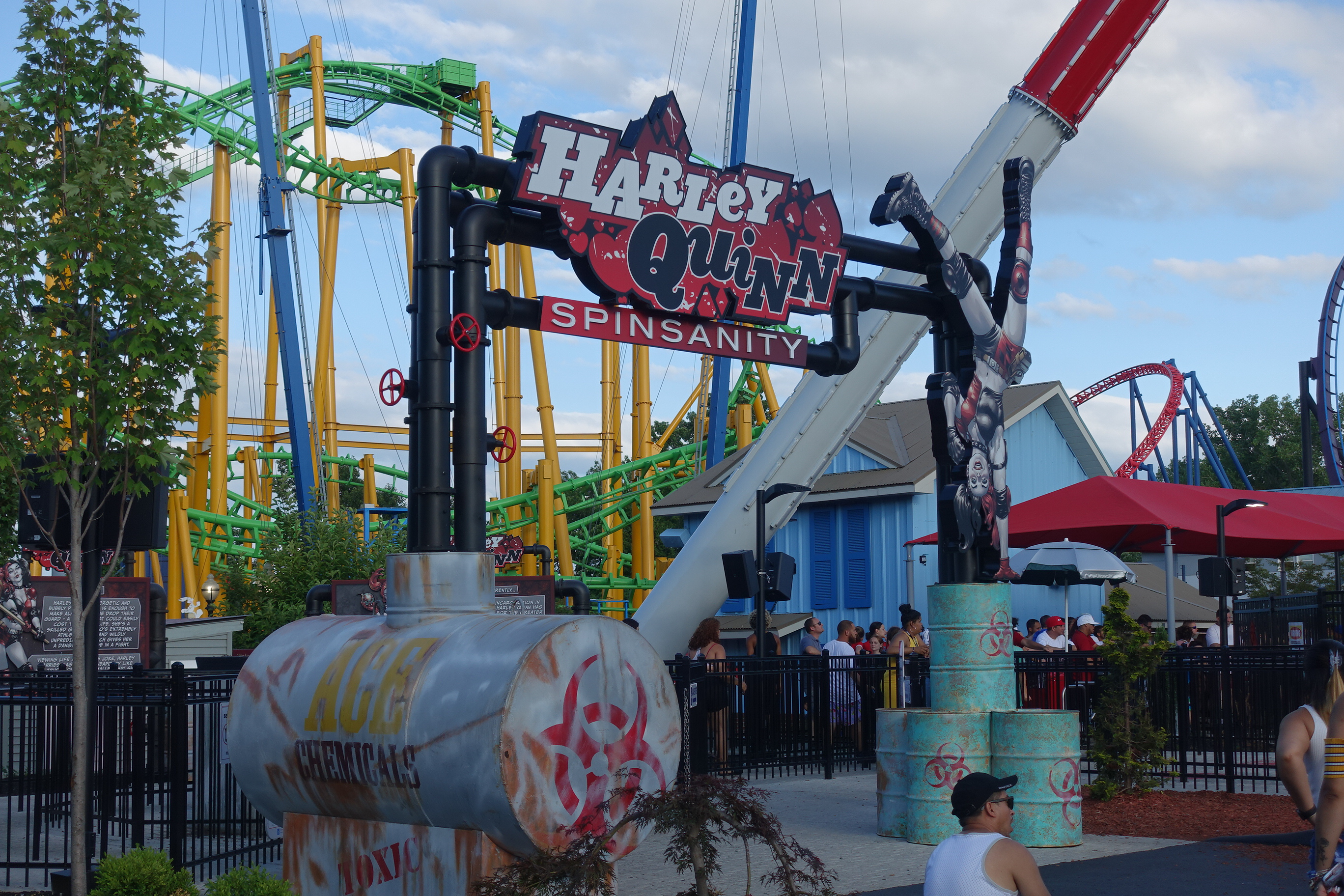
Harley Quinn Spinsanity à Six Flags New England
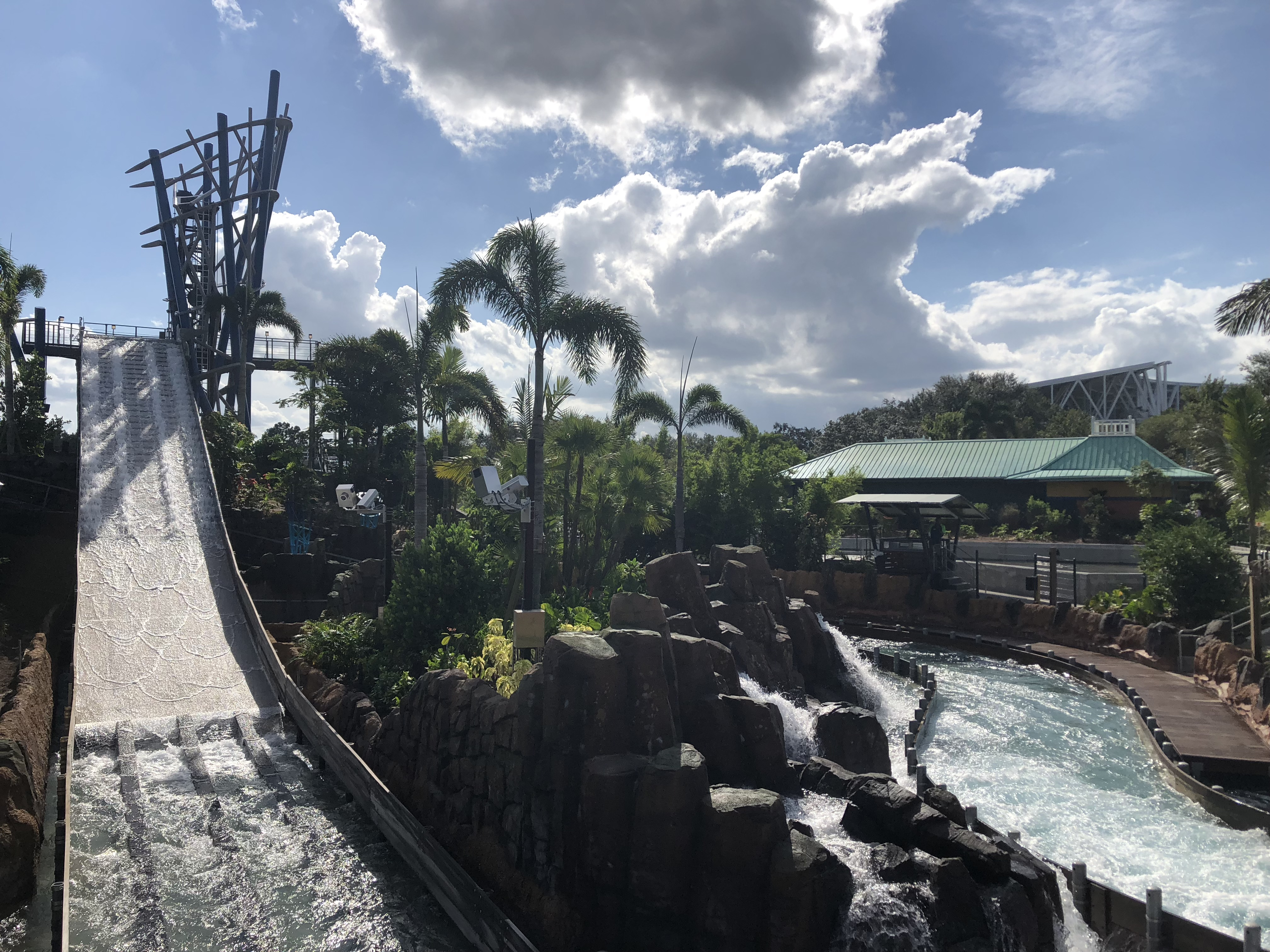
Infinity Falls à SeaWorld Orlando
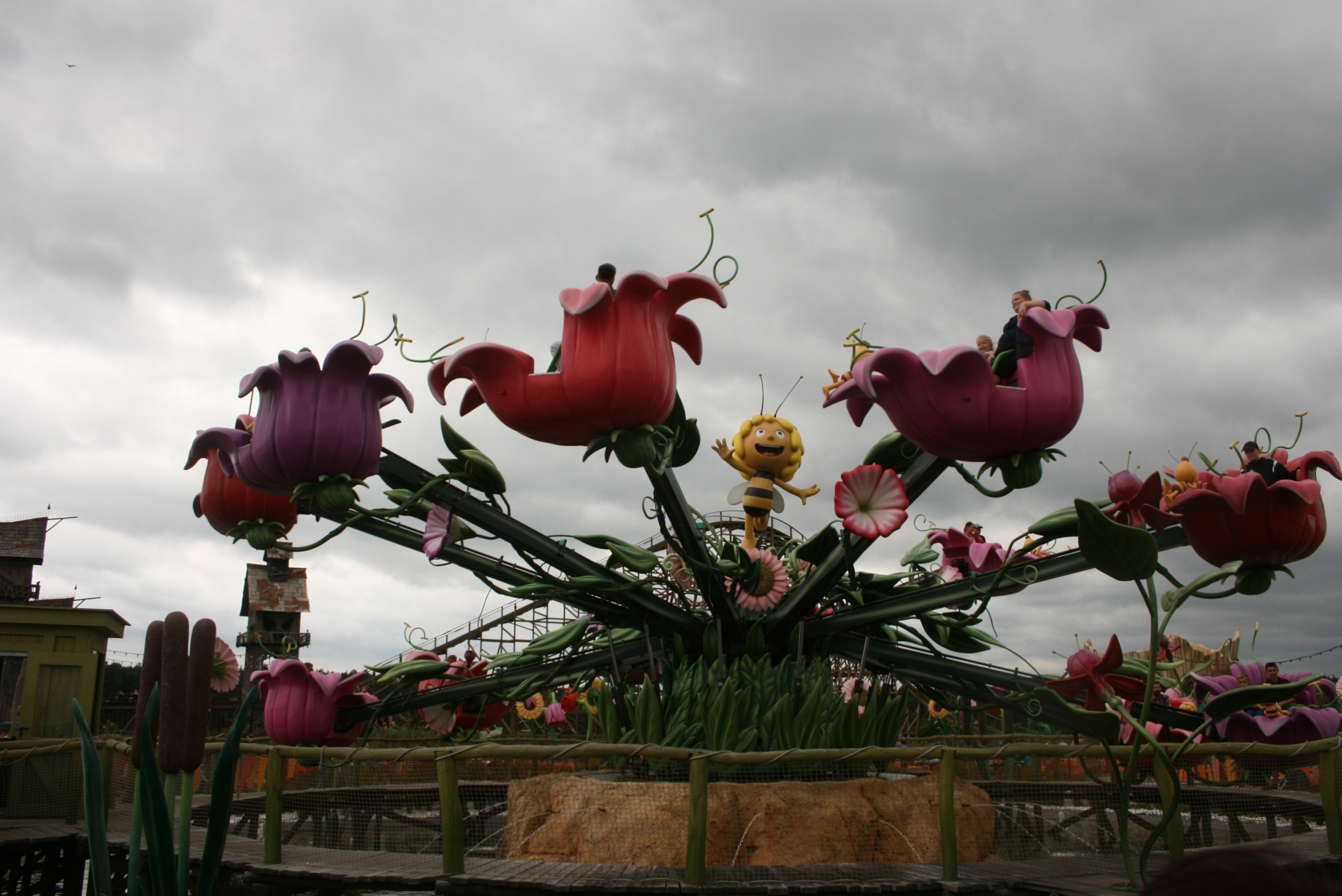
Karuzela Kwiatów à Majaland Kownaty
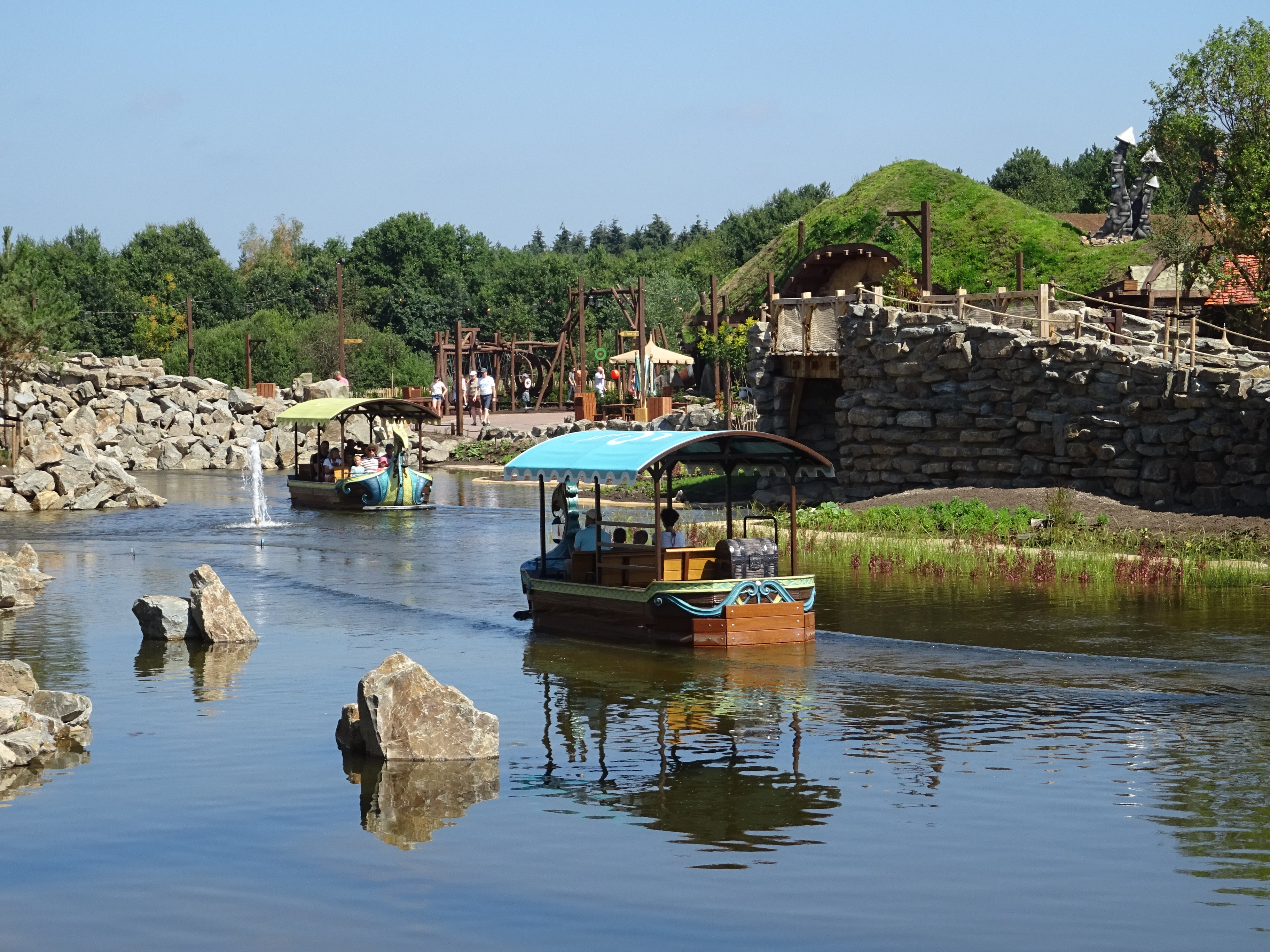
Merlin's Quest à Toverland
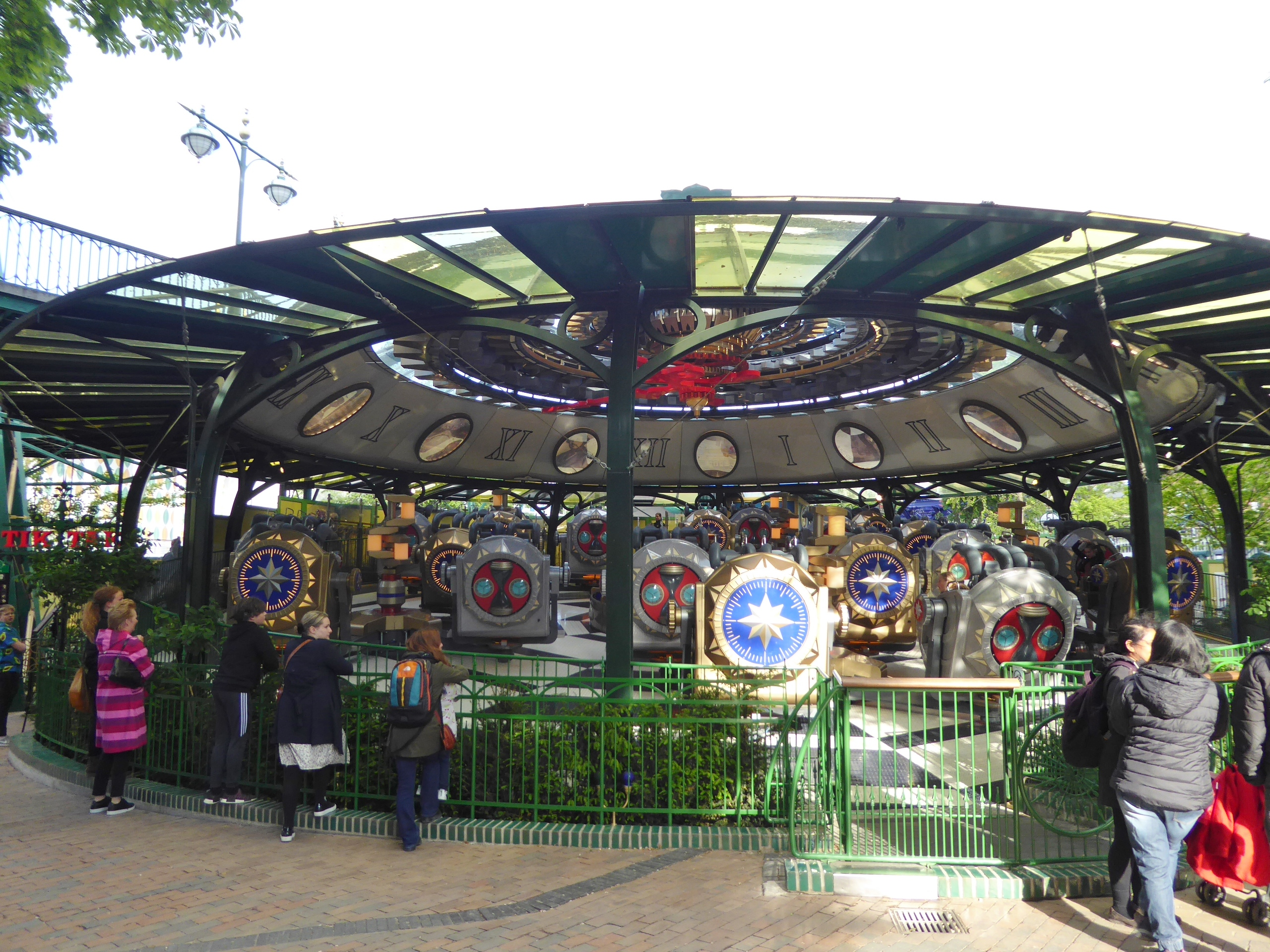
Tik Tak aux jardins de Tivoli
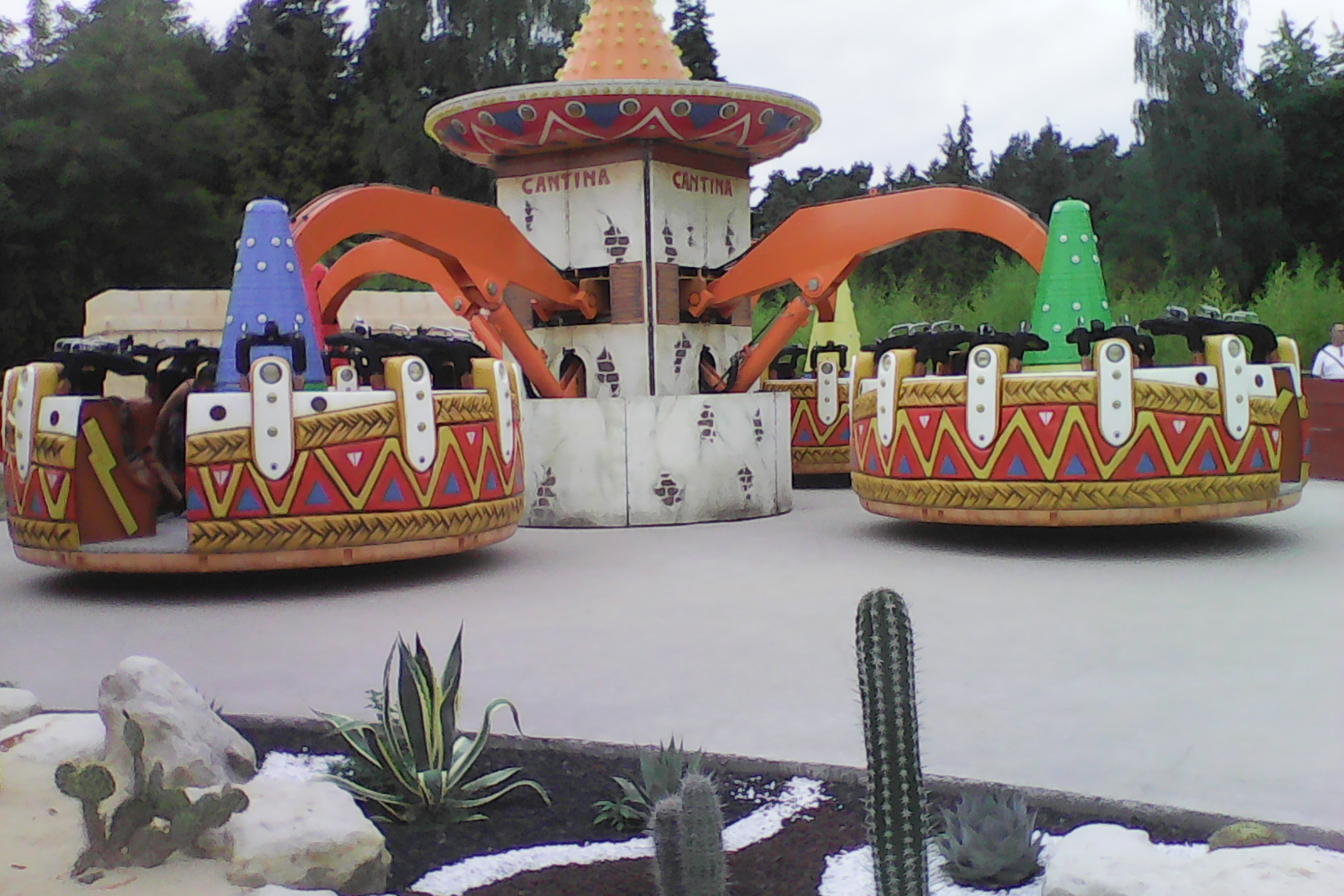
Tornado à La Mer de sable
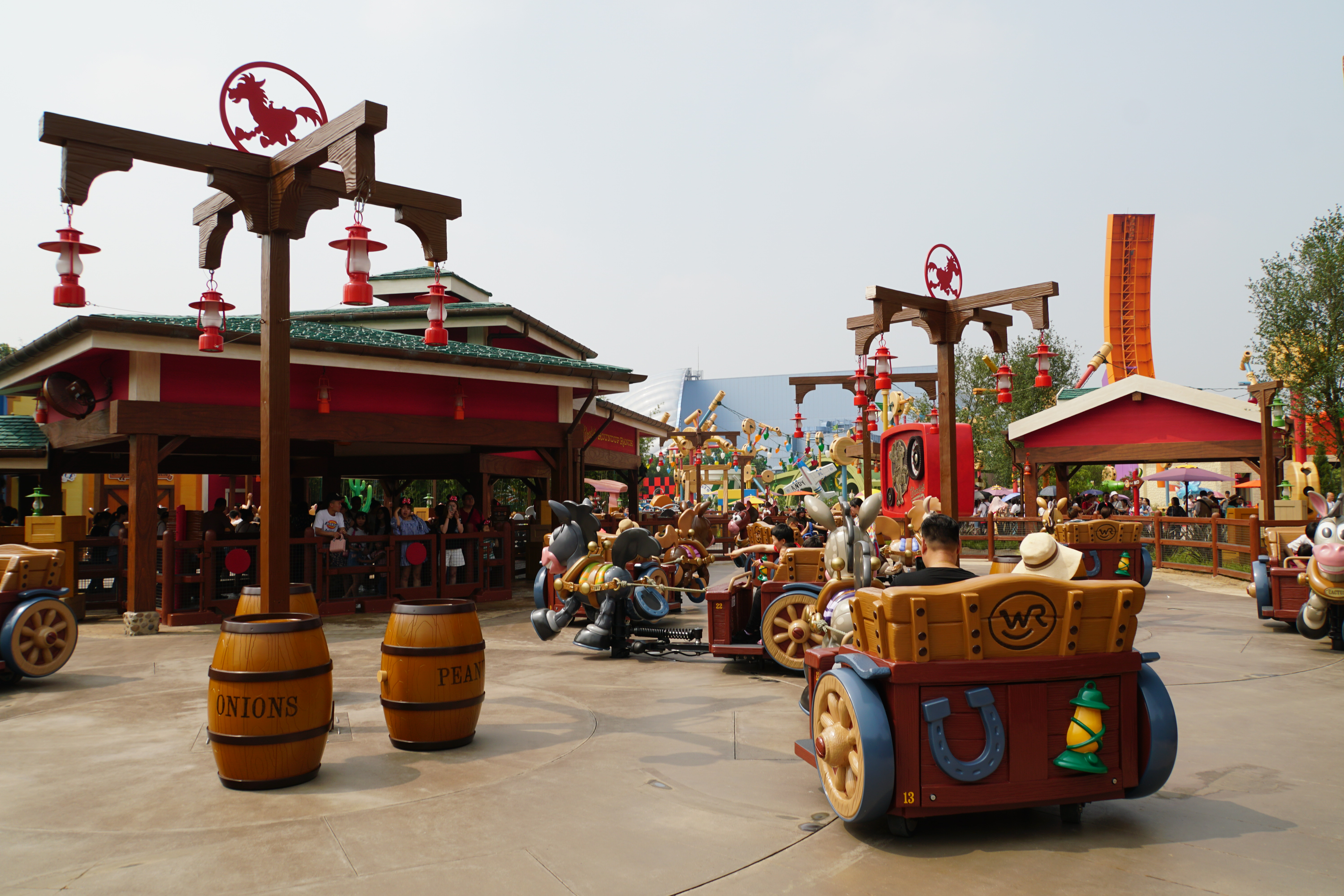
Woody's Round-Up à Shanghai Disneyland

#### Nouveau thème
| Nom                                    | Type / Modèle                | Constructeur | Parc                            | Pays        | Anciennement           |
| -------------------------------------- | ---------------------------- | ------------ | ------------------------------- | ----------- | ---------------------- |
| Dino Attack                            | Parcours scénique interactif | Lagotronics  | Conny-Land                      | Suisse      | Dino Park              |
| Excalibur - Secrets of the Dark Forest | Rivière rapide en bouées     | Intamin      | Movie Park Germany              | Allemagne   | Mystery River          |
| I Corsari: la Vendetta del Fantasma    | Croisière scénique           | Intamin      | Gardaland                       | Italie      | I Corsari              |
| Jim Knopf                              | Parcours scénique            | Mack Rides   | Europa-Park                     | Allemagne   | Old 99                 |
| Madame Freudenreich Curiosités         | Parcours scénique            | Mack Rides   | Europa-Park                     | Allemagne   | L'Univers de l'Énergie |
| Pixar Pal-A-Round                      | Grande roue                  | Intamin      | Disney California Adventure     | États-Unis  | Mickey's Fun Wheel     |
| Tiger Rock                             | Bûches                       | Mack Rides   | Chessington World of Adventures | Royaume-Uni | Dragon Falls           |

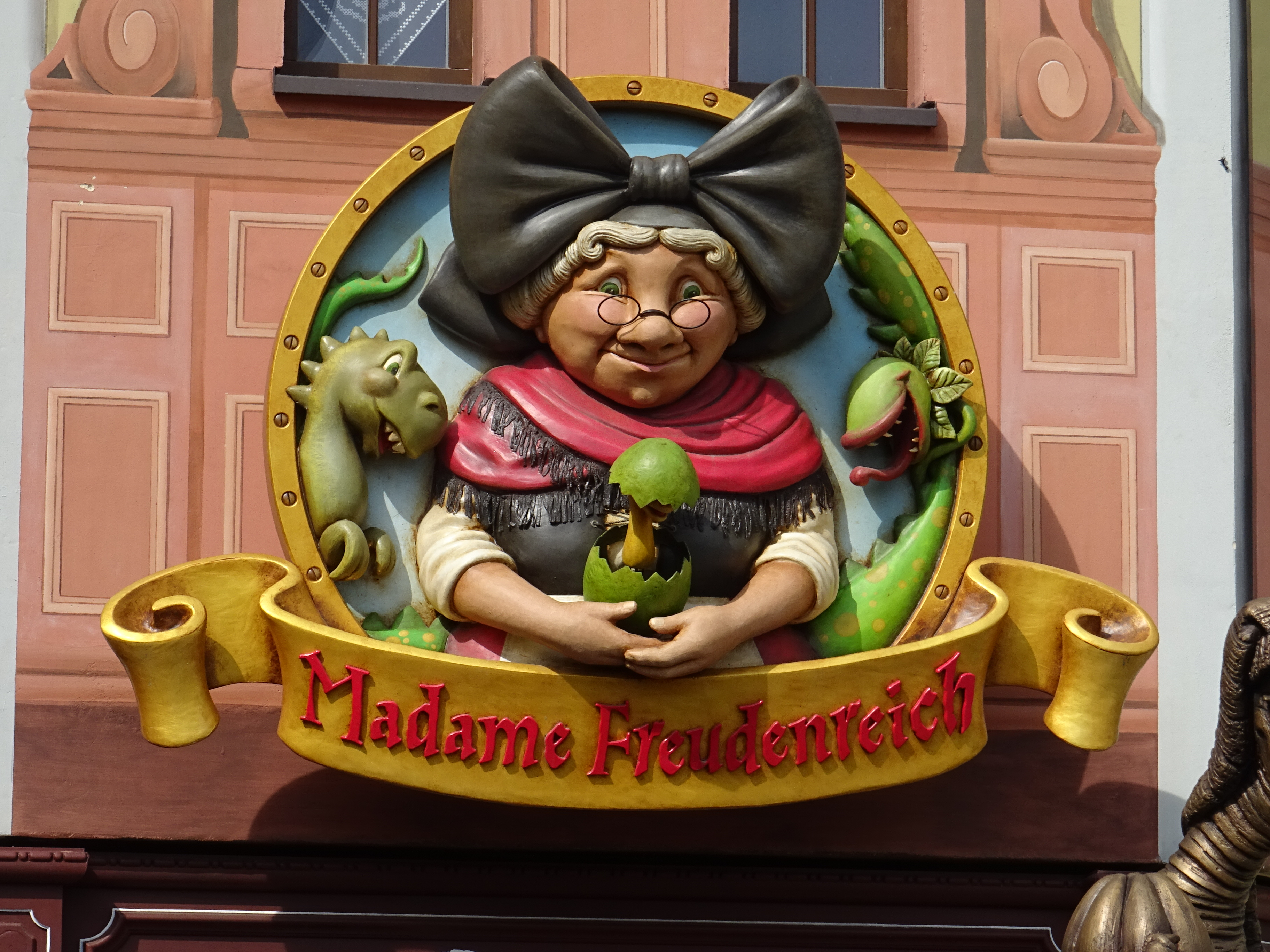
Madame Freudenreich Curiosités à Europa-Park

## Hôtels
- Castle Hotel - Legoland California ( États-Unis)
- Furuvik Havshotell - Furuvik ( Suède)
- La Cité suspendue - Parc Astérix ( France)
- Legoland Japan Hotel - Legoland Japan ( Japon)
- Pirate Island Hotel - Legoland Deutschland ( Allemagne)
- Universal's Aventura Hotel (en) - Universal Orlando Resort ( États-Unis)

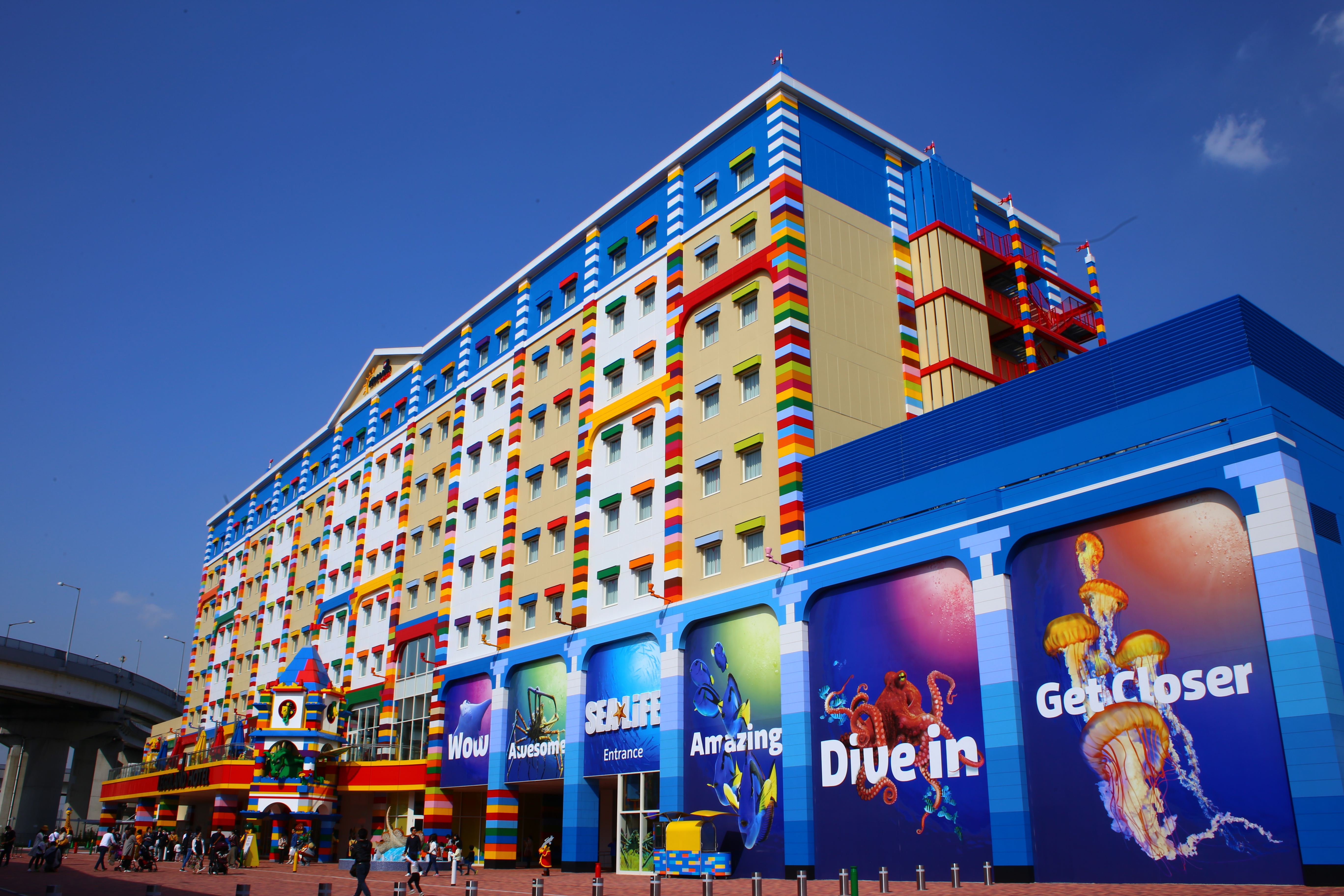
Legoland Japan Hotel à Legoland Japan